# Національна галерея Шотландії
Національна галерея Шотландії (англ. National Gallery of Scotland) — найвизначніший художній музей на теренах Шотландії, розташований у місті Единбург.

## Заснування
Витоки сучасної Національної галереї Шотландії — у діяльності Королівського інституту, спрямовані на розвиток образотворчих мистецтв у Шотландії, котрі активно розпочалися 1819 року. 1826 року як відділок Королівського інституту декілька художників заснували Шотландську художню академію. Новостворена академія поставила за мету створення значущої національної колекції творів мистецтва. Розпочалося придбання перш за все картин як майстрів минулого, так і картин сучасних художників Шотландії. Прибули перші експонати, котрі розмістили у залах, орендованих в приміщенні Королівського інституту.
Нові заклади і зростання колекцій почали заважати один одному, що спонукало до створення окремого проекту споруди Шотландської художньої академії, котра отримала назву Королівська Шотландська академія (RSA)після отримання патенту 1838 року.

## Приміщення

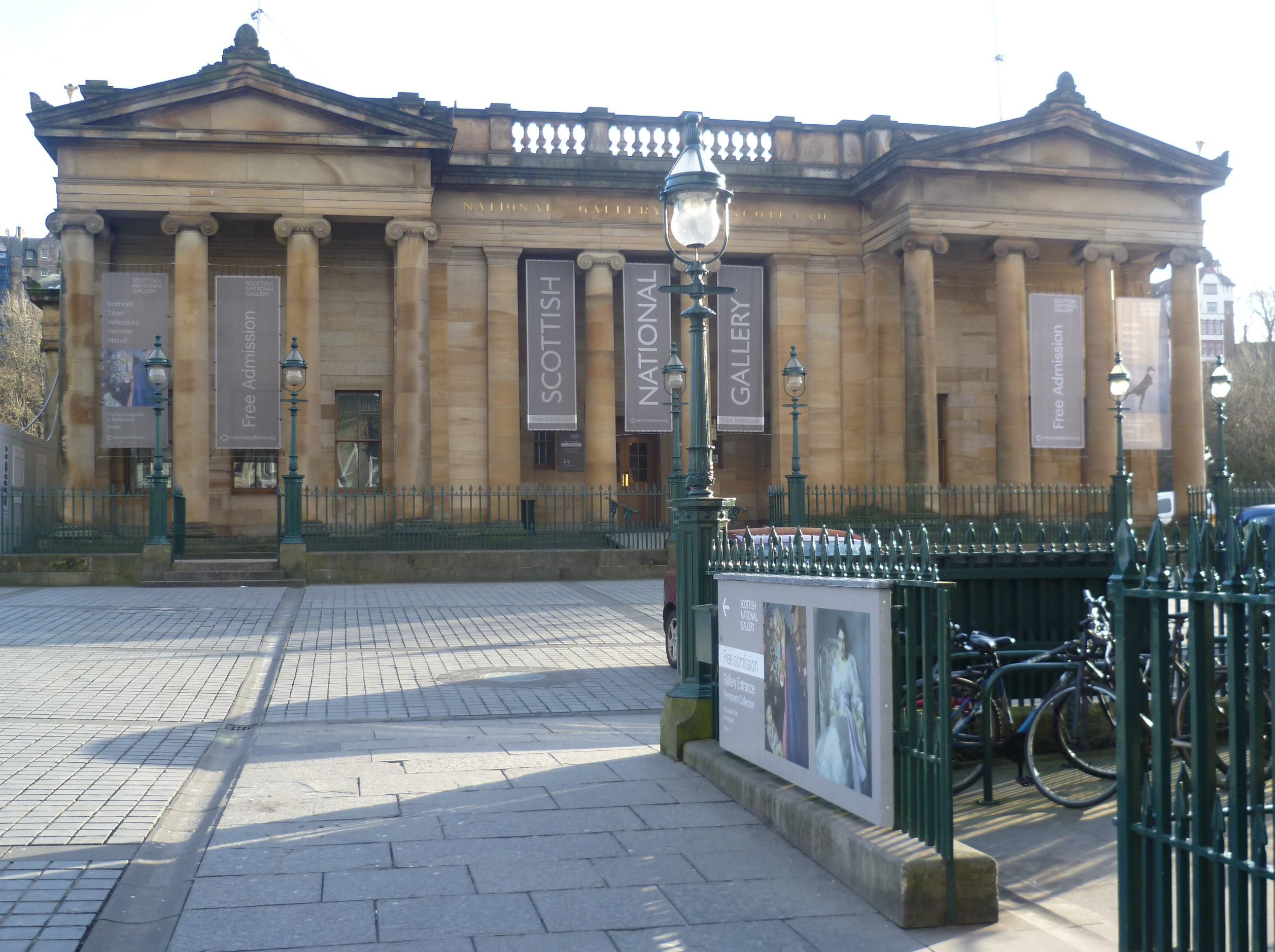
Головний фасад.
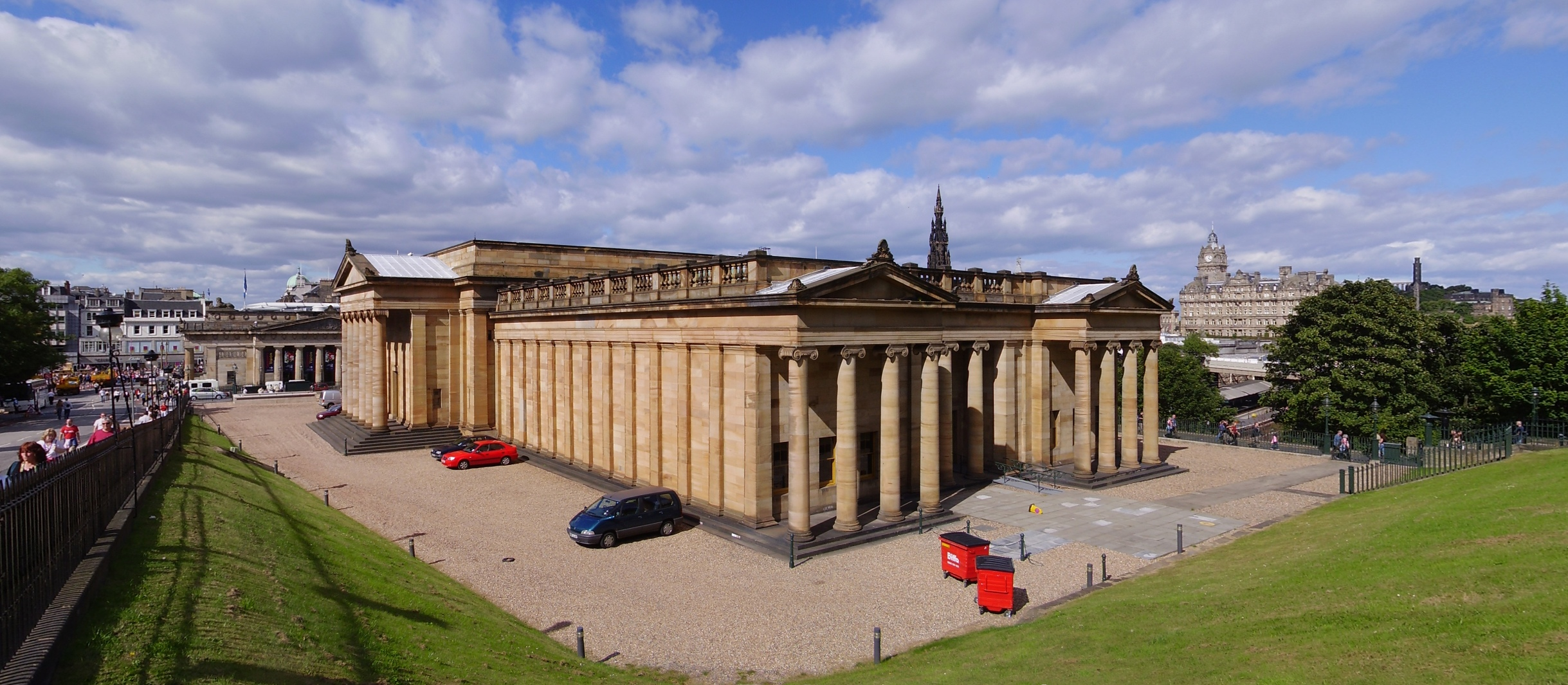
Споруда галереї, вигляд з півдня.
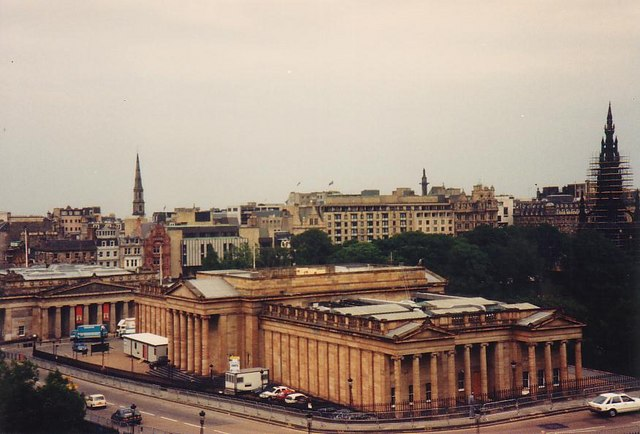
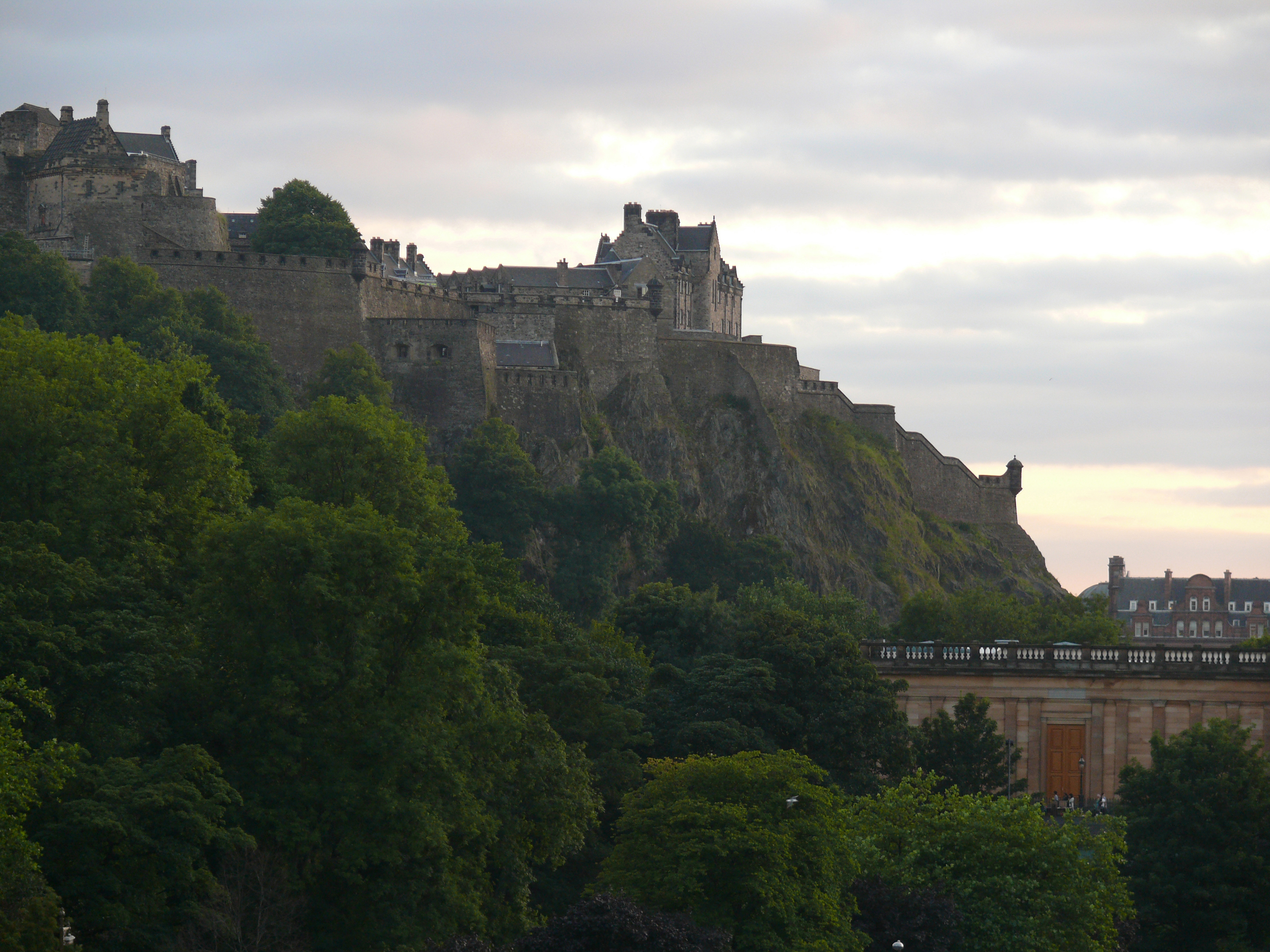
Споруда галереї на тлі Единбурзького замку

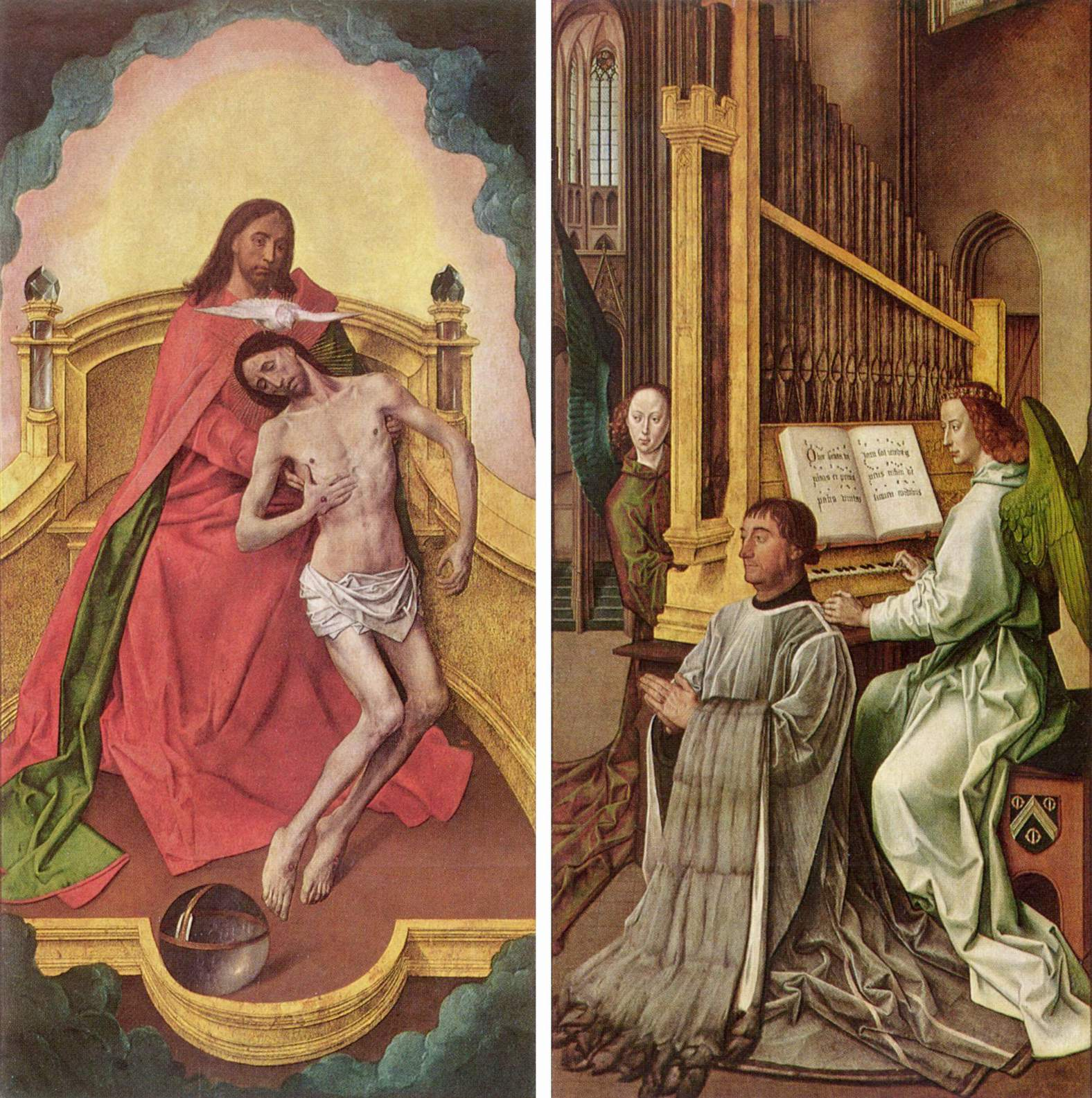
Гуго ван дер Гус. Диптих зі Св. Трійцею та ангельською музикою, бл 1480 р.

Приміщення для неї вибудував шотландський архітектор Вільям Генрі Плейфер (1790—1857) у історичному неогрецькому стилі. 30 серпня 1850 року принц Альберт був присутній на урочистому заснуванні споруди. Будівлю закінчили 1856 року і відкрили для відвідин.
Будівля розташована неподалік від Королівського інституту і Единбурзького замку на пагорбі. Архітектор зробив спробу пов'язати стилістично Королівський інститут і споруду Королівської Шотландської академії (RSA). Але фасади останньої вийшли більш монотонними, без вікон, що сприяло кращому збереженню експонатів. Споруда має два окремі корпуси, де у одному (східному) розмістили саму Королівську Шотландську академію, а у другому (західному) — зали для мистецьких колекцій.
1912 року Королівська Шотландська академія була переведена у споруду Королівського інституту, а її площі після реконструкції передали під зали Національної галереї.
Цокольний поверх, створений 1970 року, дозволив збільшити виставкові приміщення — без будівництва нового корпусу назовні і руйнування парку та вже створеного історичного ансамблю.
На початку 21 століття був проведений ремонт приміщення Королівської Шотландської академії і вибудований підземний перехід між двома закладами, давно і тісно переплетеними історично. Будівництво тривало п'ять років. Нові підземні зали урочисто відкриті у серпні 2004 року. Нові площі використані для облаштування лекційної зали на двісті (200) відвідувачів, адміністрації, ресторану на 120 відвідувачів, музейної крамниці тощо.

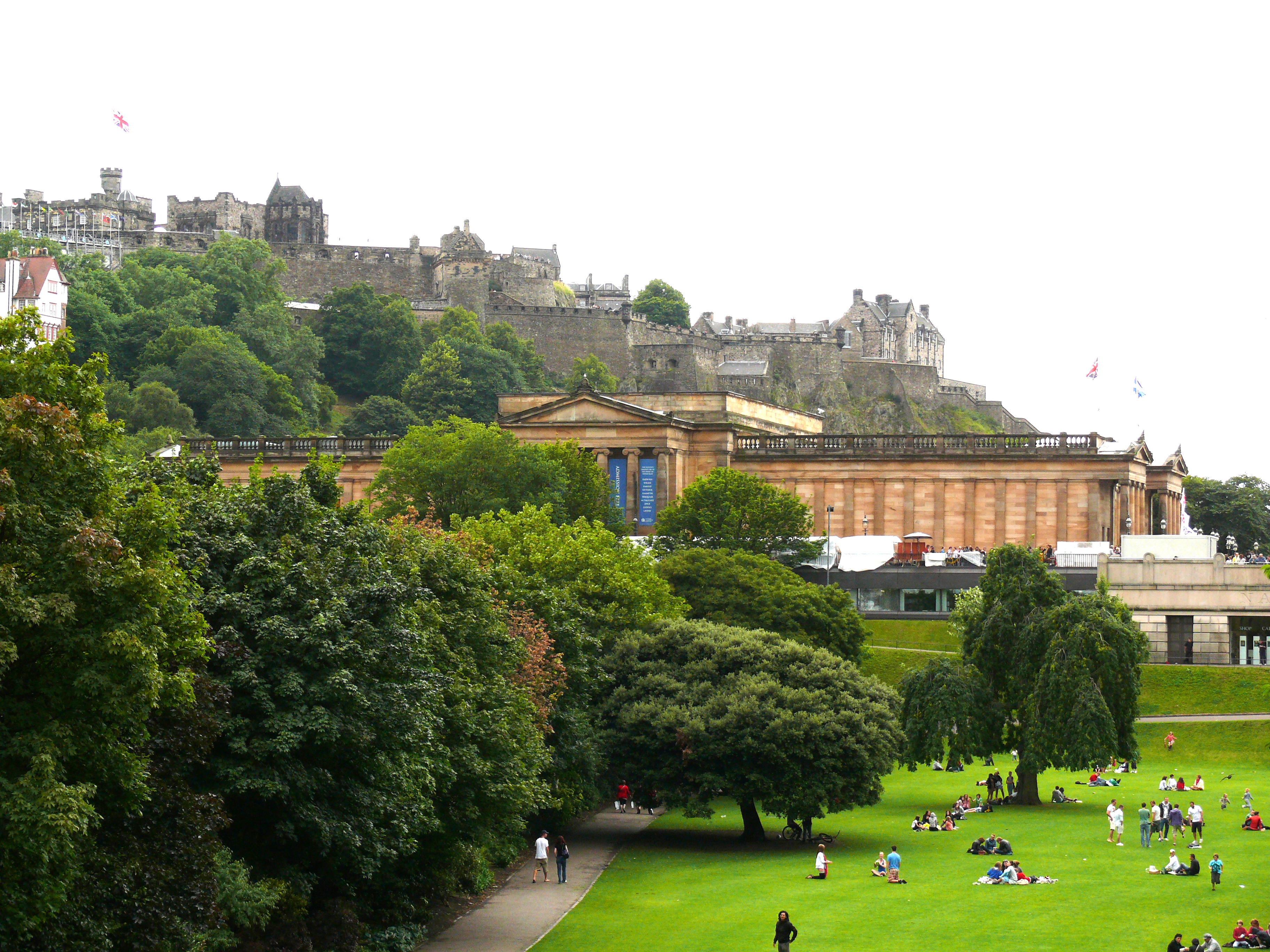
Парк навколо галереї
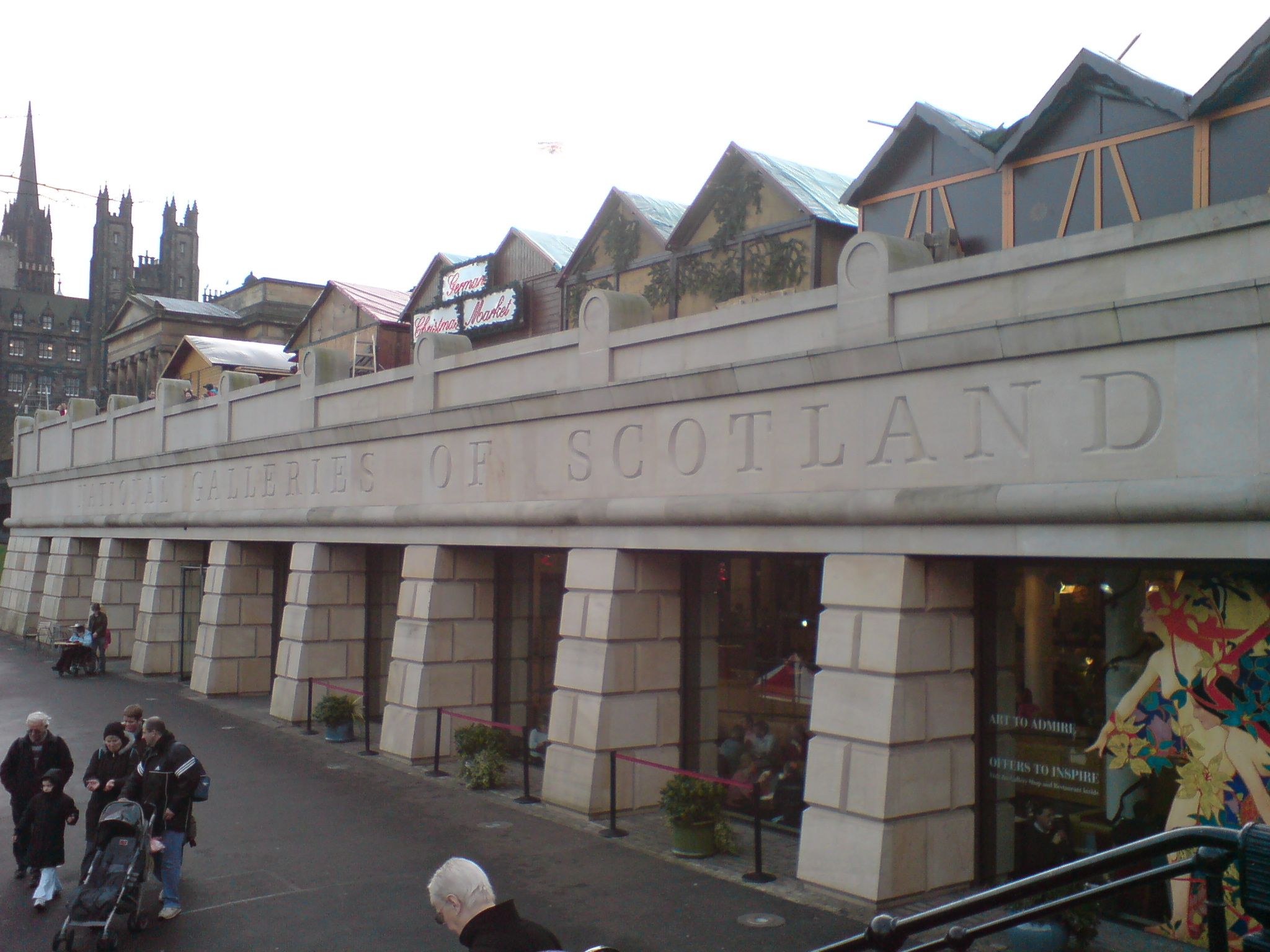
Національна галерея Шотландії, вхід до цокольних приміщень
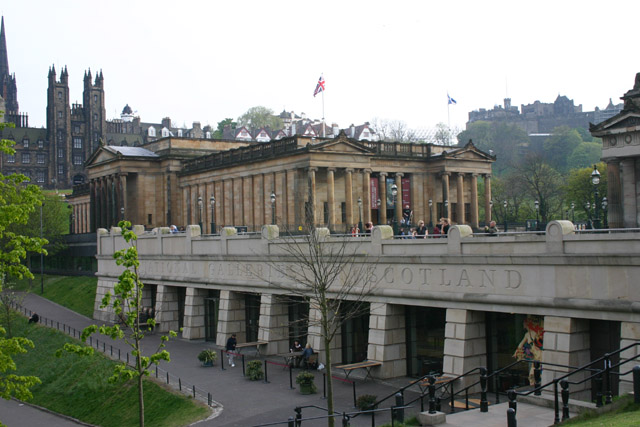
Загальний вигляд нової прибудови.
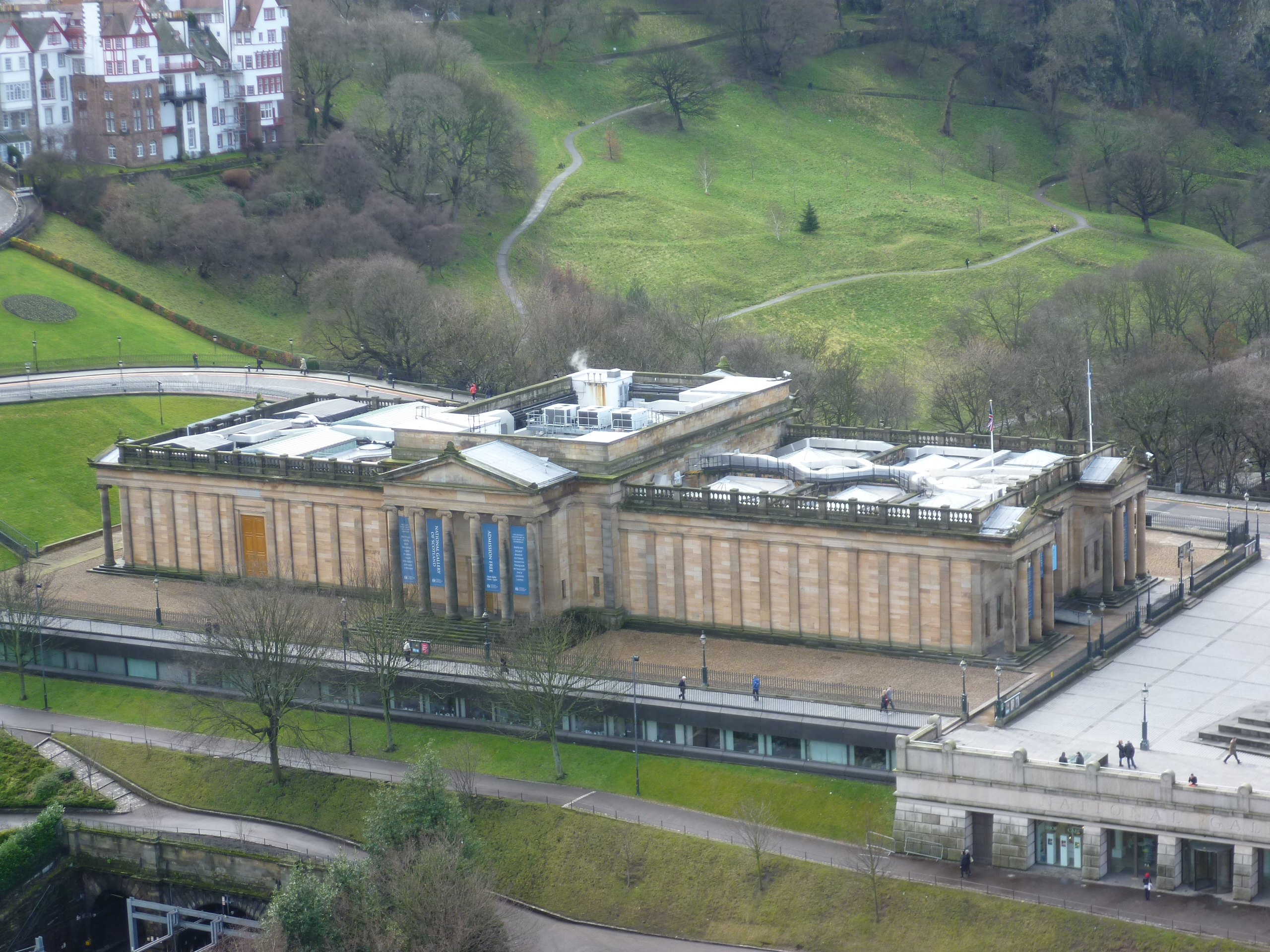
Вигляд галереї зверху

## Графічна збірка і наукова бібліотека

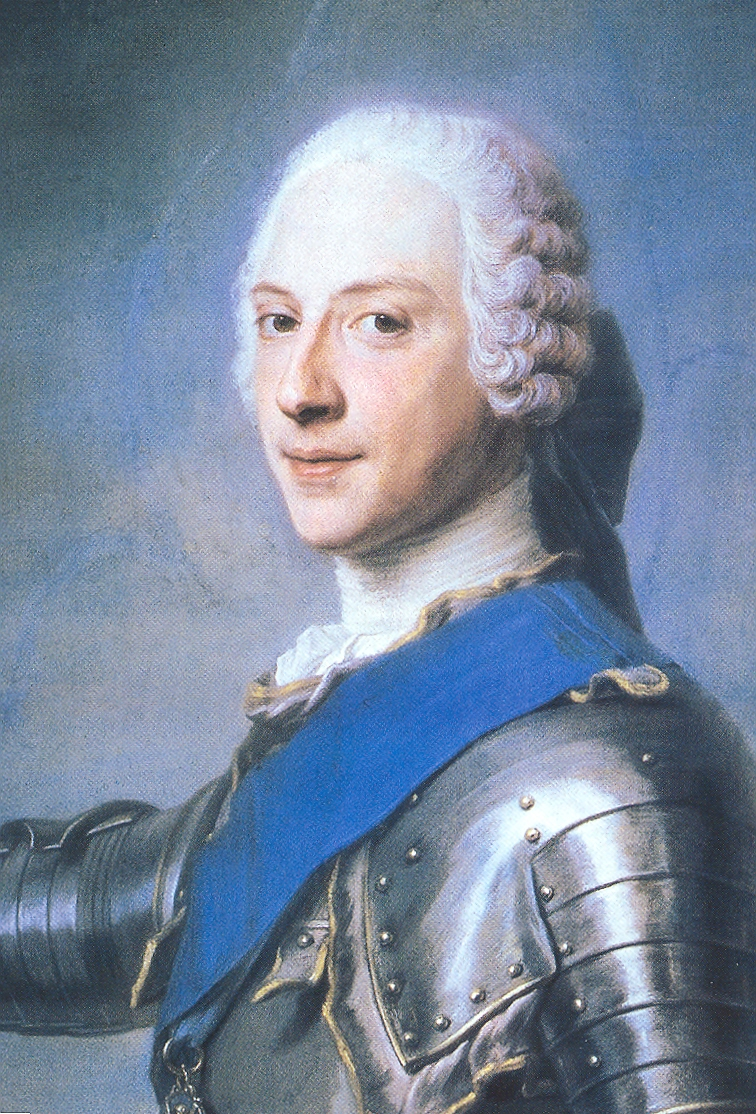
Моріс Кантен де ла Тур. «Принц Генрі Венедикт Климент Стюарт», пастель, до 1747 р.

Окрім картин товариство подбало про придбання друкованої графіки та малюнків. Колекція графіки налічує близько 30 000 зразків.
Заклад має також власну наукову бібліотеку, хронологічні межі котрої простяглися від 1300 року до кінця 20 ст. У збірці — рукописи і друковані видання, звіти про виставки, фото і мікрофіші тощо. Кількість книг наукової бібліотеки перевищує 50 000.

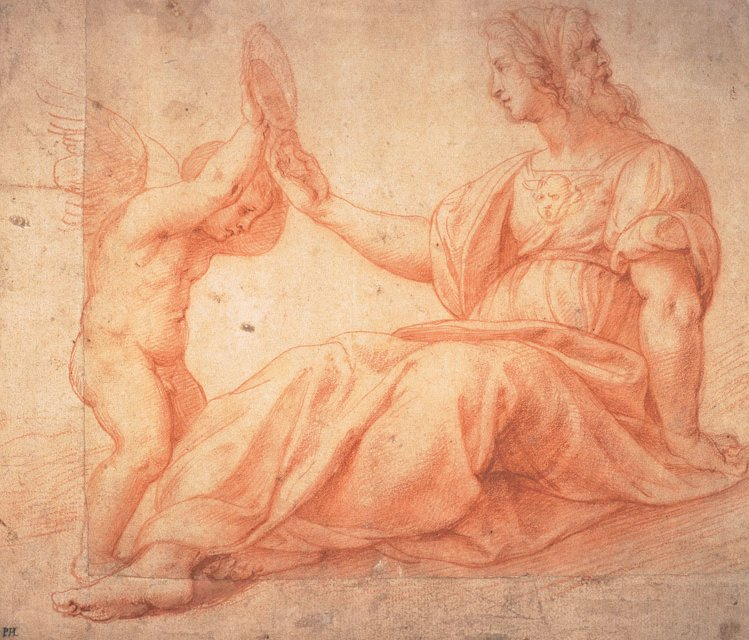
Пітер Пауль Рубенс. Копія «Алегорії Справедливості» з фрески Рафаеля у Ватикані.
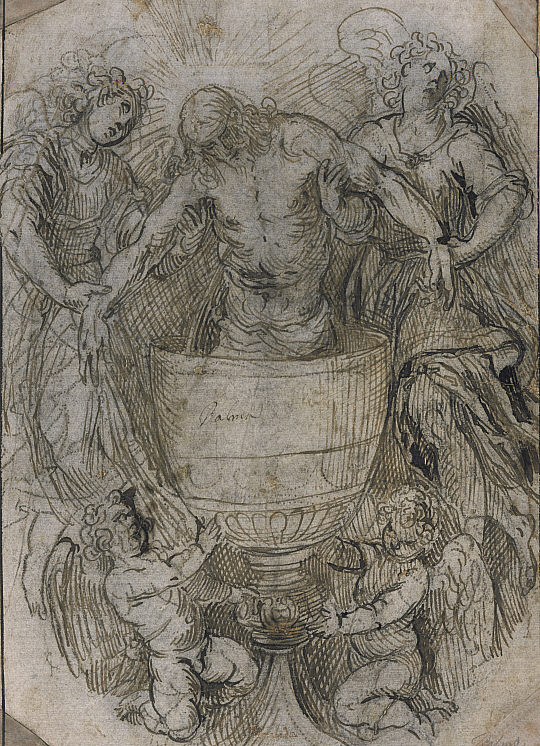
Якопо Пальма Молодший. «Христос і янголи у символічній композиції спокутування», 1620-і рр.
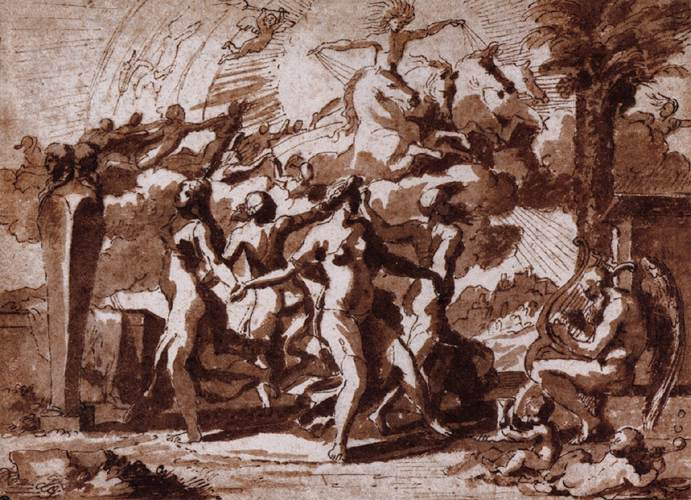
Ніколя Пуссен. «Танок людства під музику безжального бога Хроноса», бл. 1635 р.
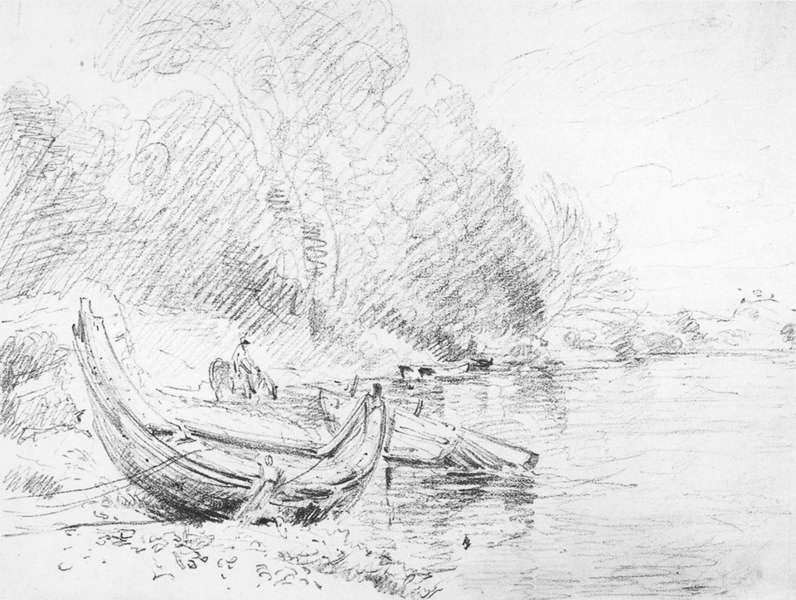
Джон Констебл. «Річка Стерн біля Ворчестера», 1835 р.
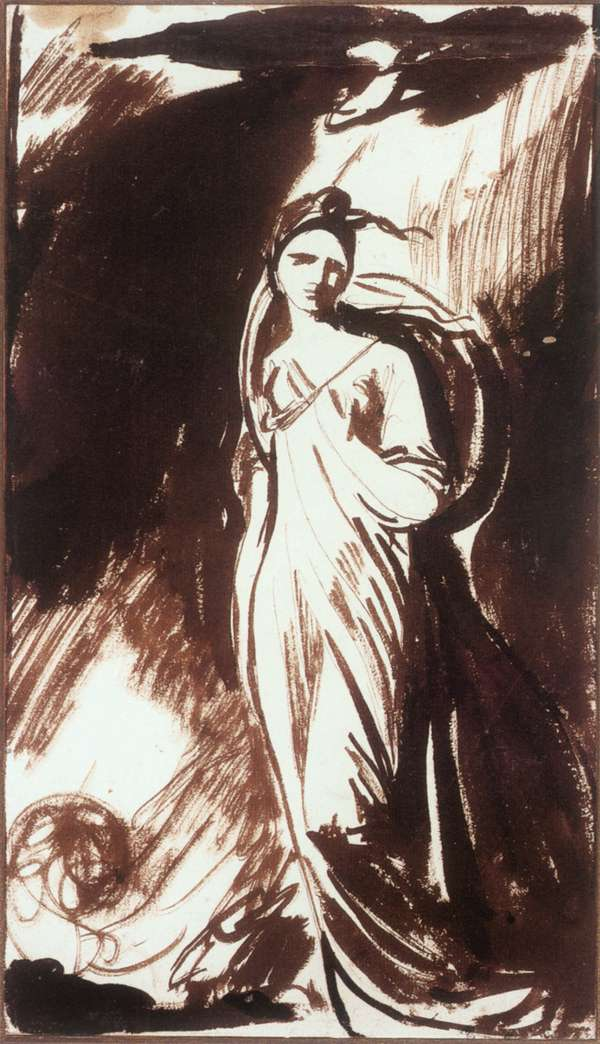
Джордж Ромні. «Елізабет Варрен як Геба », штудія до портрету

## Італійські художники в збірці

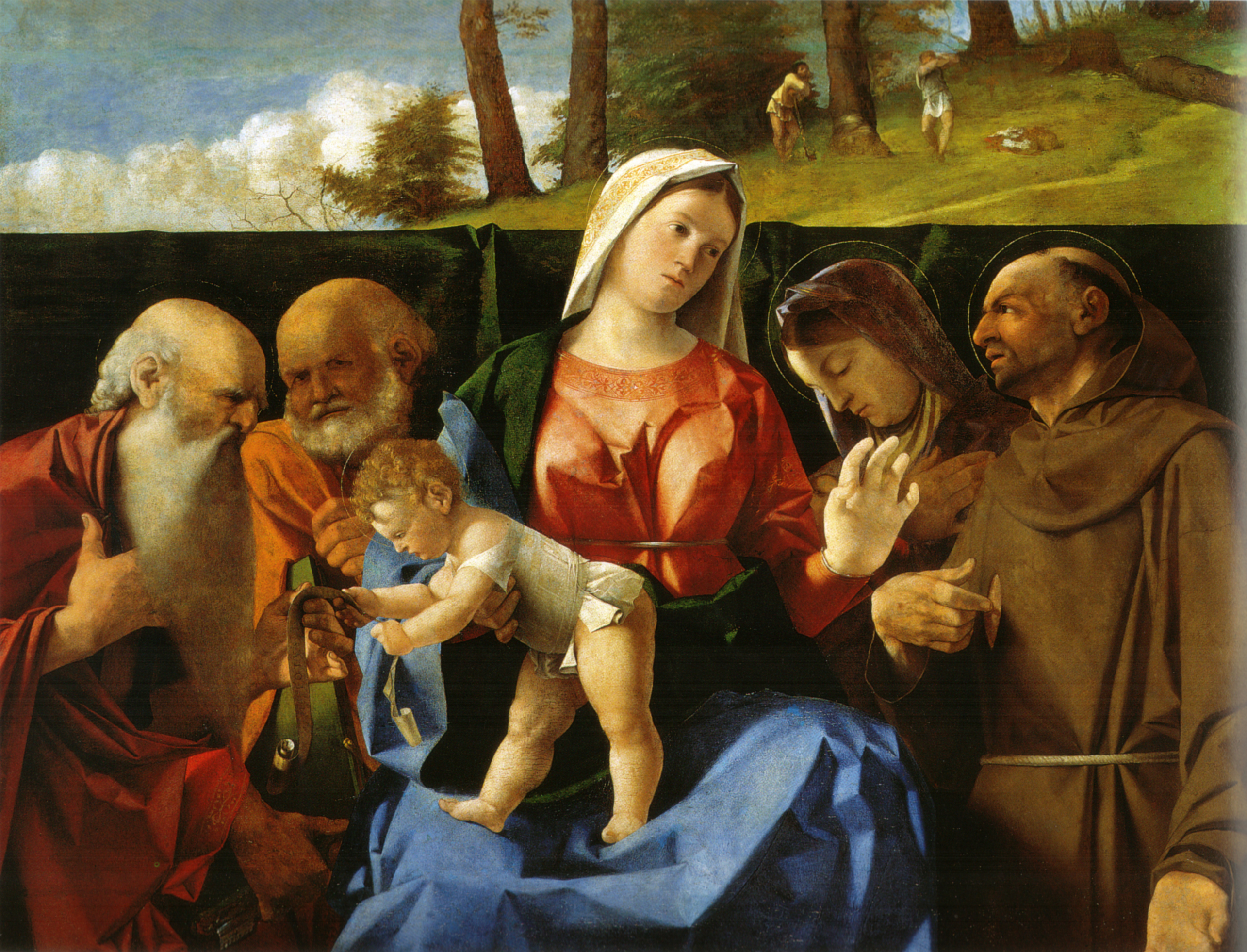
Лоренцо Лотто. «Свята бесіда з дроворубами на тлі» (Мадонна з немовлям. Ліворуч — Св. Єронім та Петро, праворуч — Св. Клара та Франциск Ассізький), бл. 1506 р.

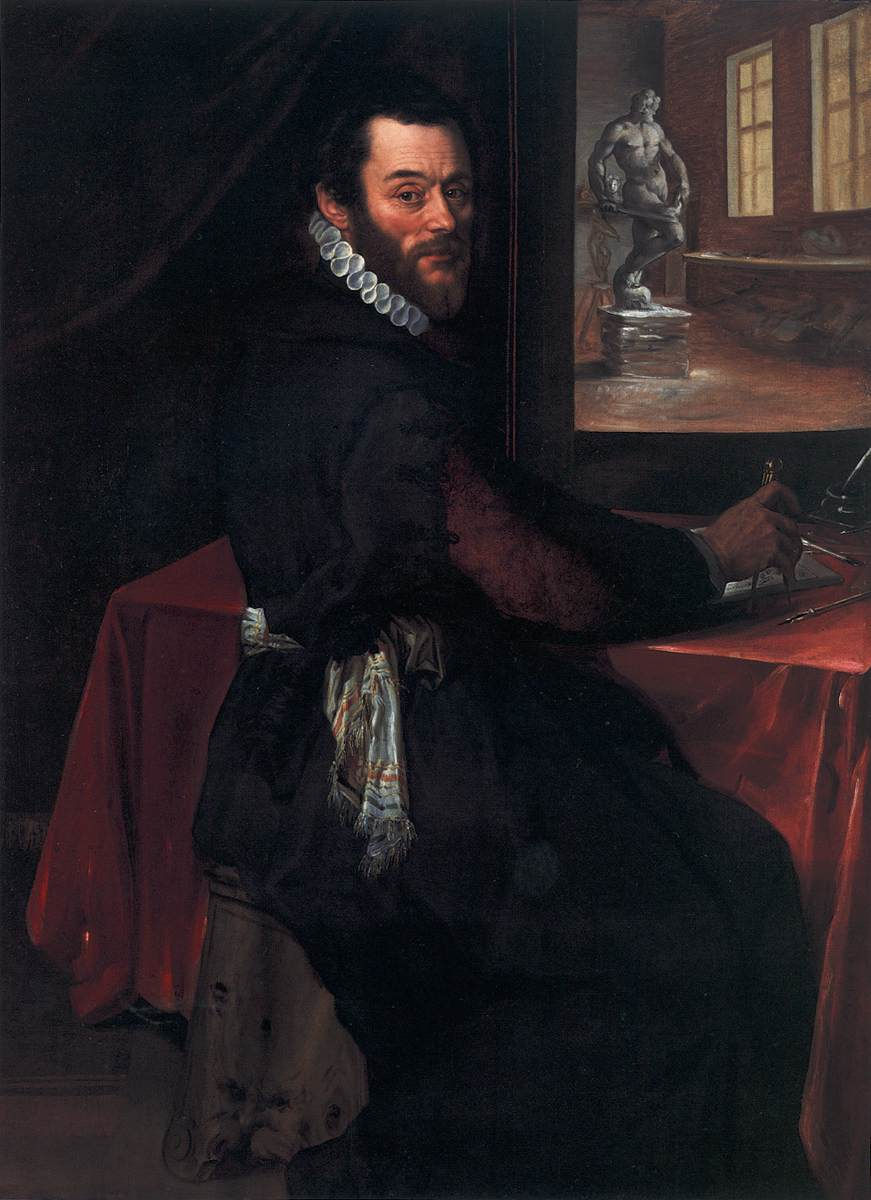
Анонім 16 ст. «Джованні да Болонья у власній майстерні». 1570-і рр.

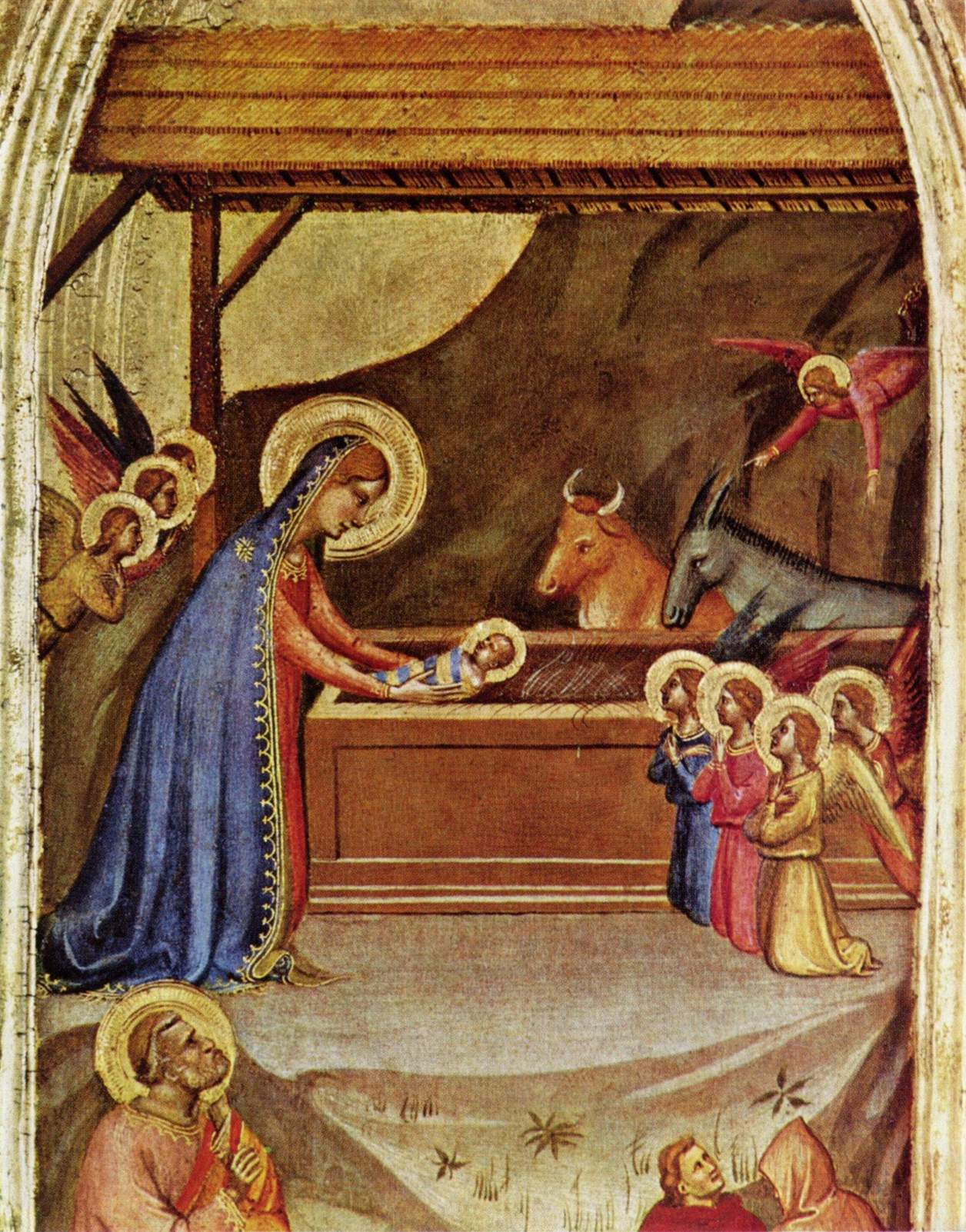
Бернардо Дадді. «Різдво Христове», до 1350 р.
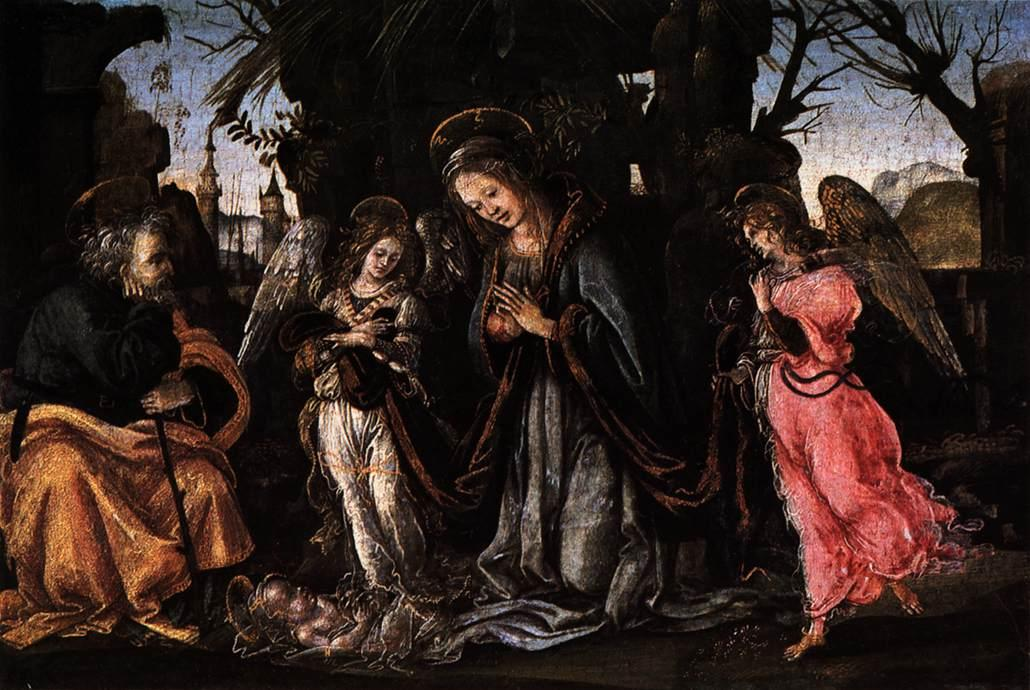
Філіппіно Ліппі. «Поклоніння немовляті Христу з двома янголами», бл. 1490 р.
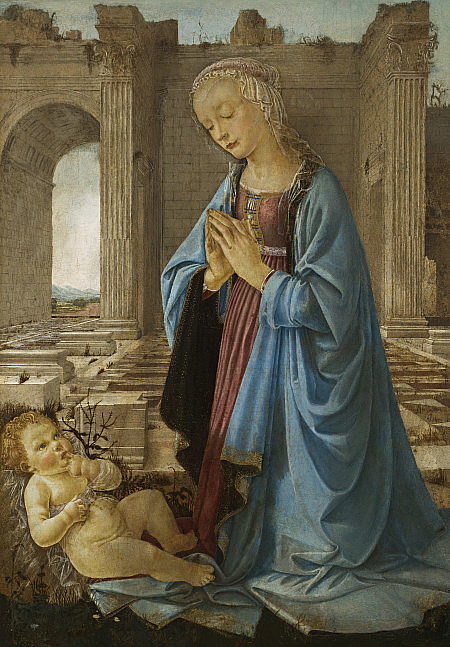
Андреа дель Верроккйо. «Мадонна Раскіна», 1470-і роки.
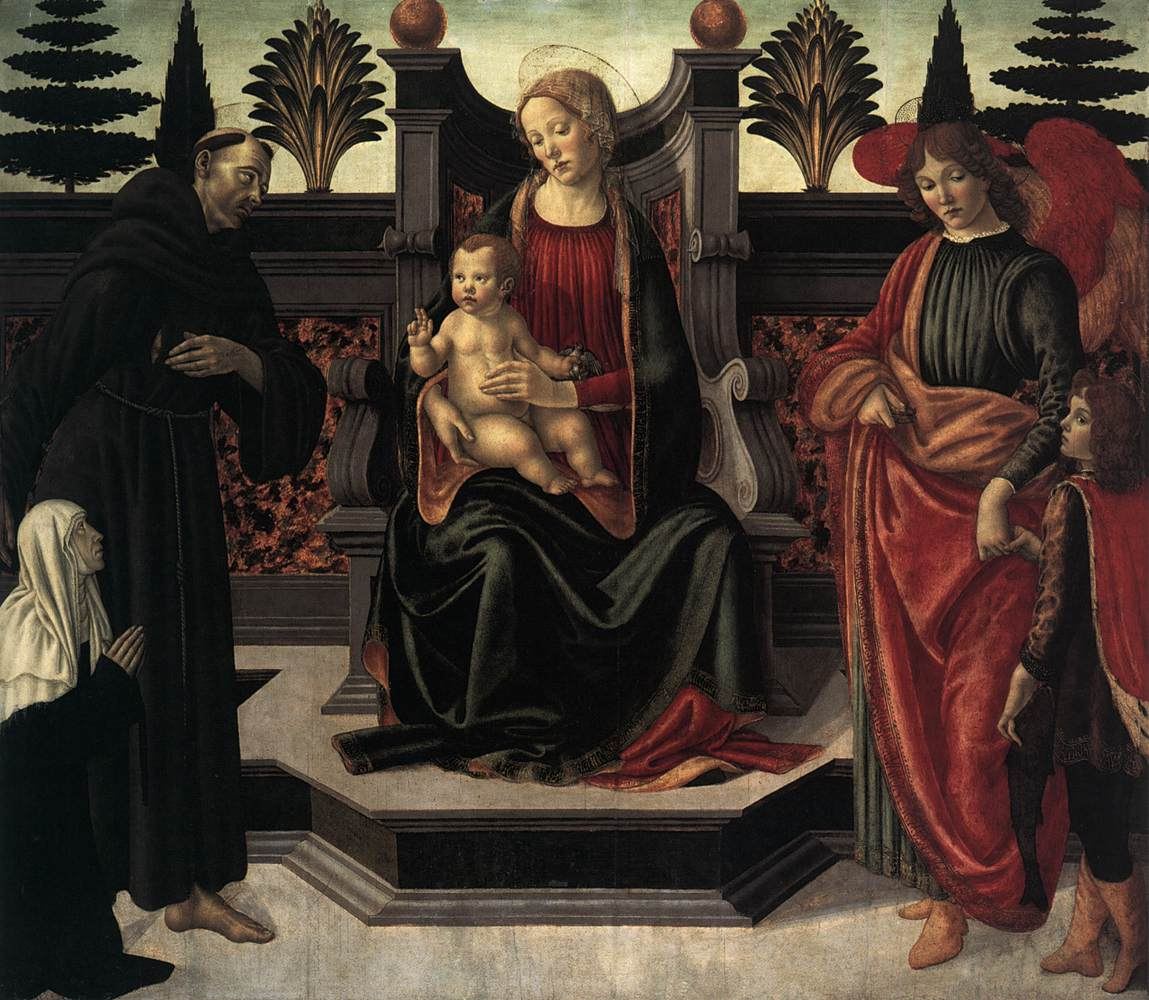
Франческо Боттічіні. Вівтар «Мадонна на троні», бл. 1495 р.
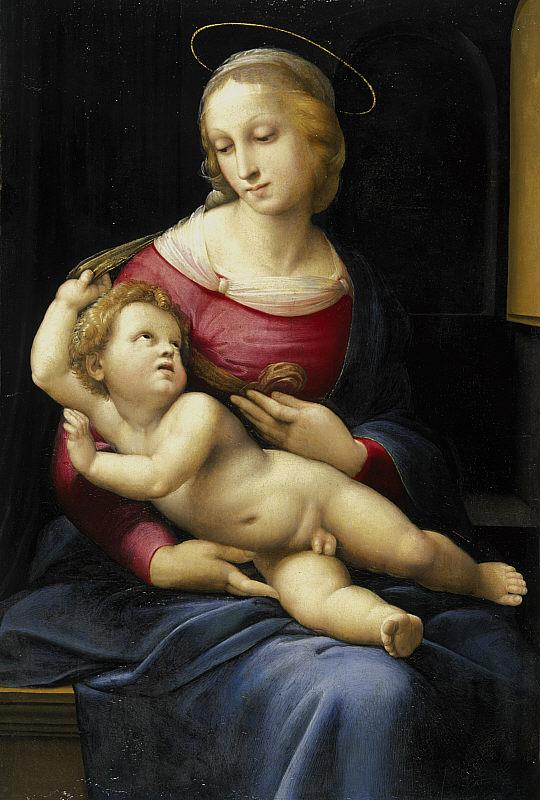
Рафаель Санті. «Мадонна Бріджуотер», бл. 1507 року
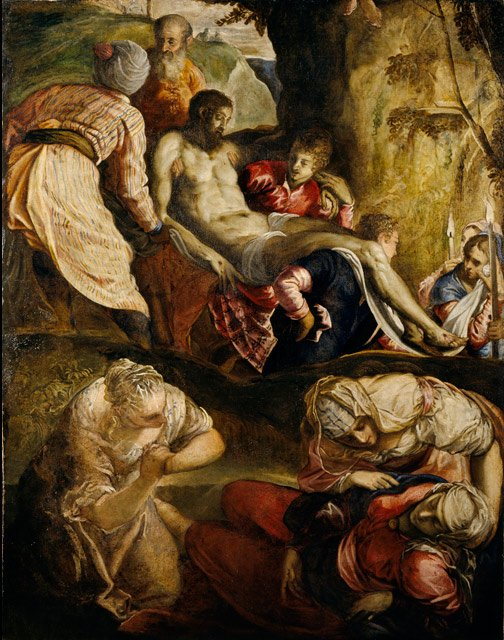
Якопо Тінторетто. «Покладання Христа у труну», 1565 р.
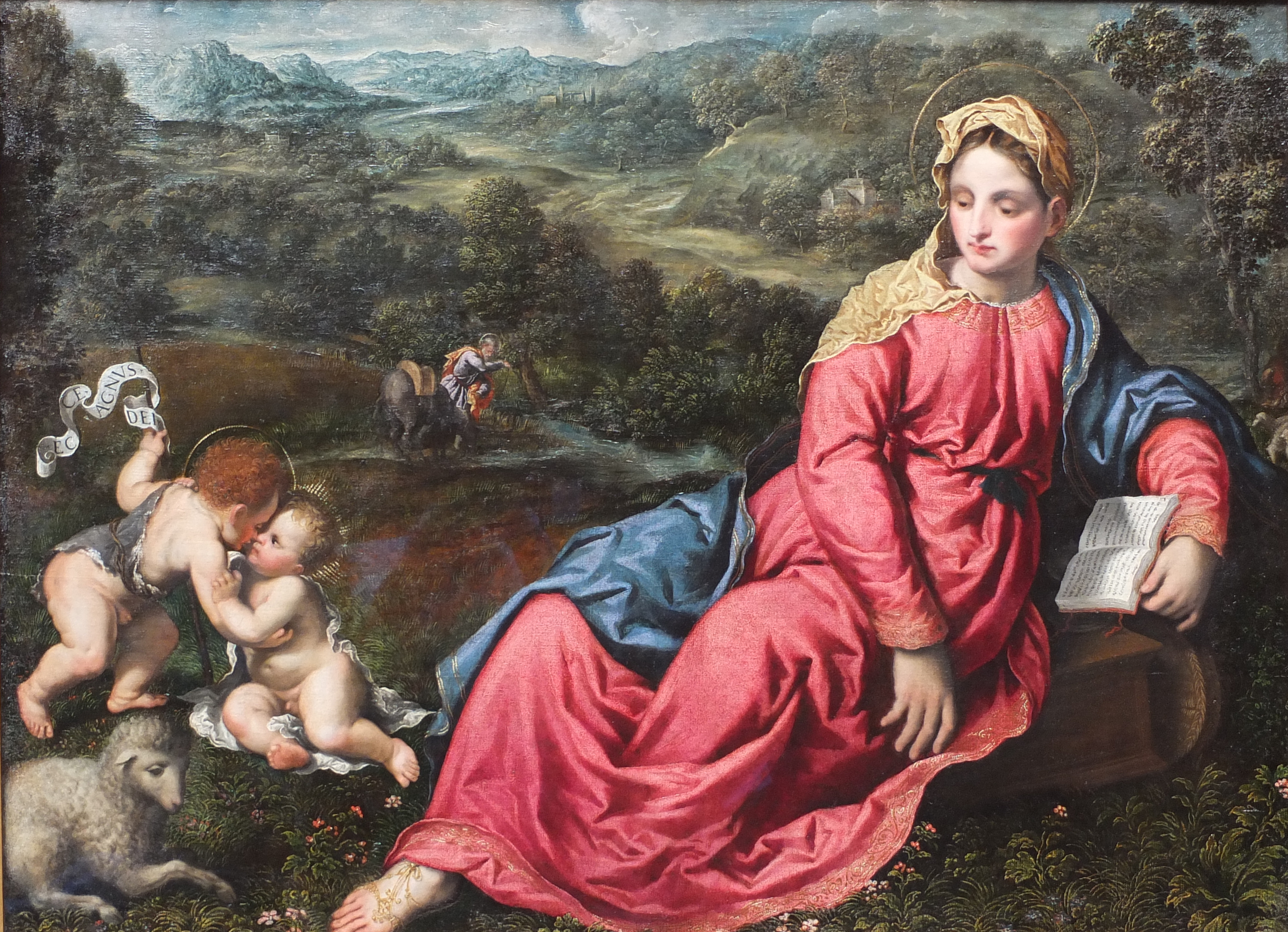
Паріс Бордоне. «Відпочинок на шляху до Єгипту», бл. 1540 р.
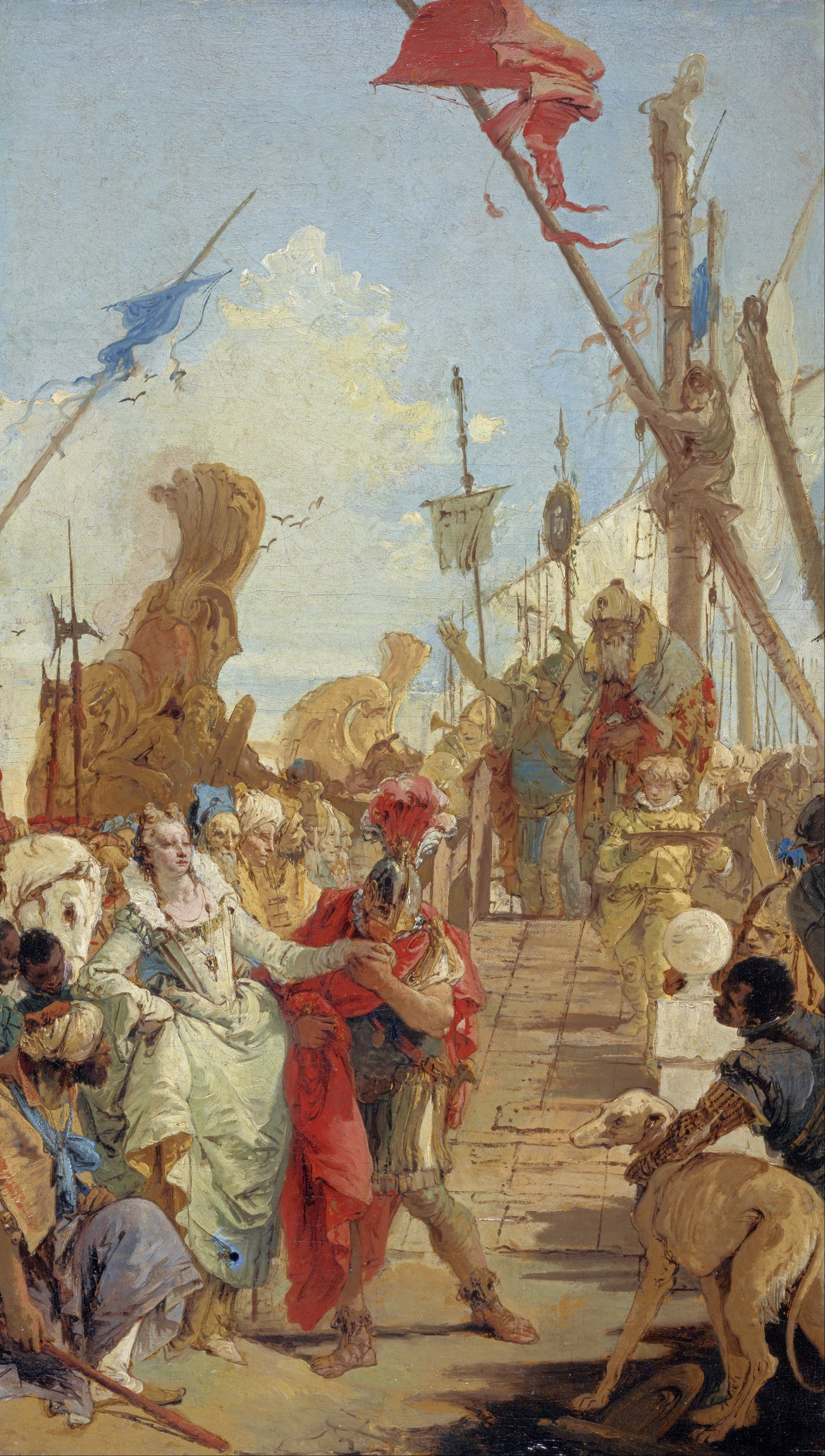
Джованні Баттіста Тьєполо. «Зустріч Антонія і Клеопатри у порту», бл. 1747 р.
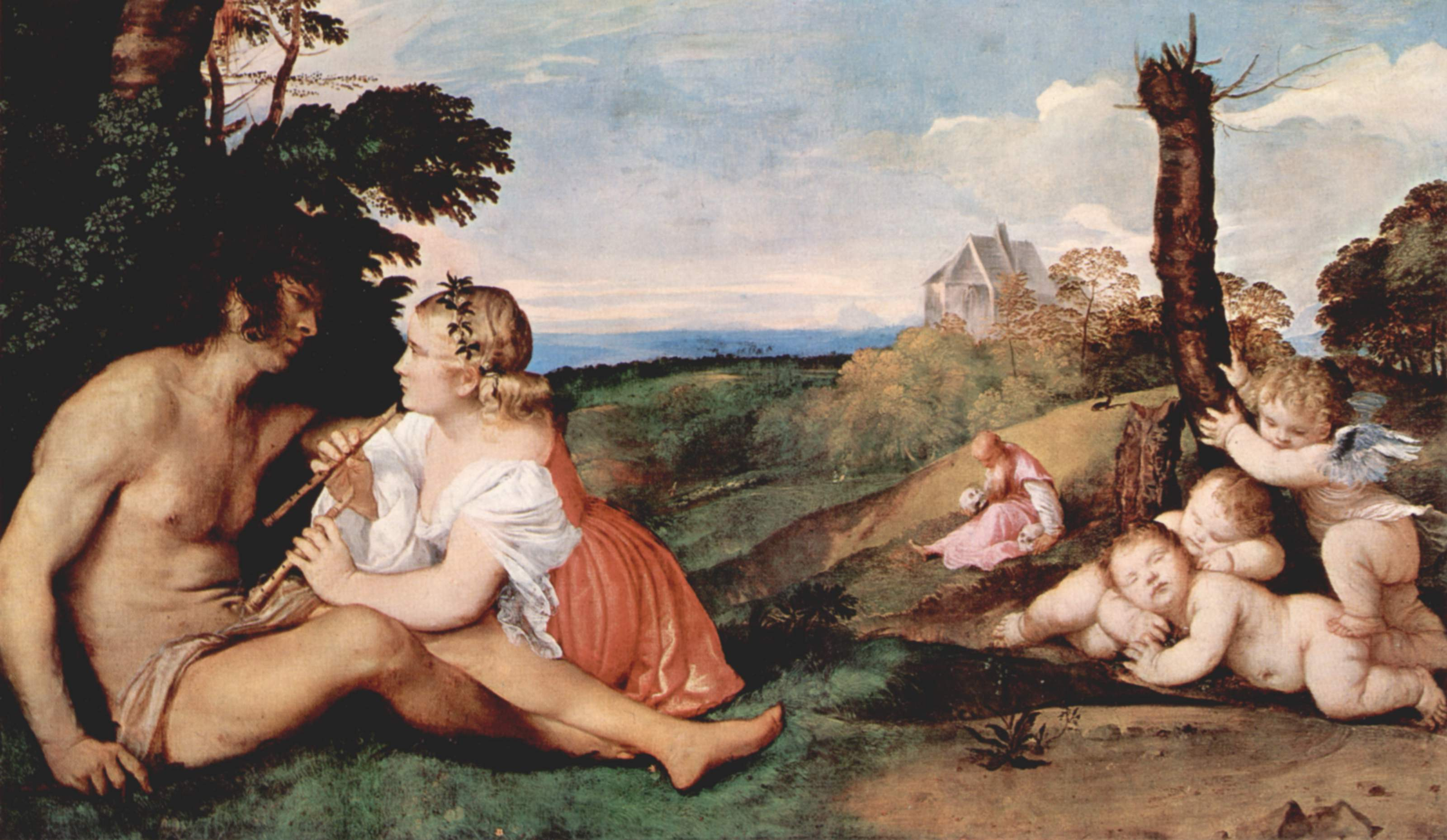
Тиціан. «Три пори людського життя»
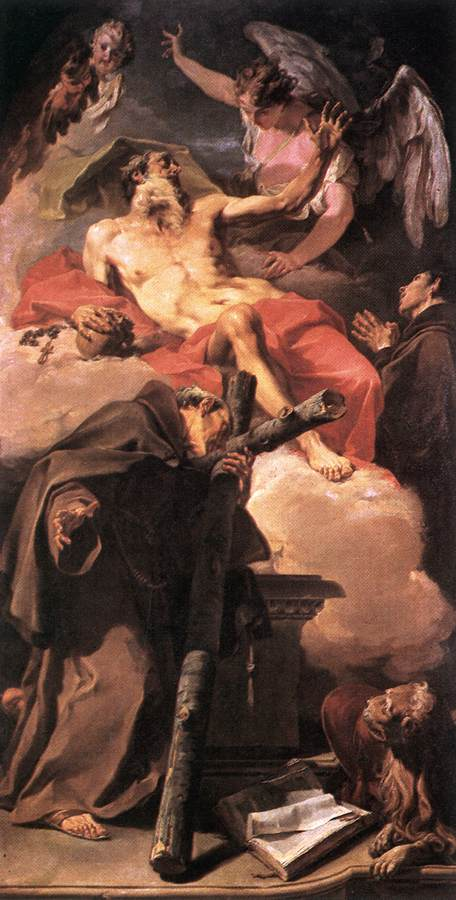
Джованні Баттиста Піттоні,  вівтар «Св. Єронім та Петер Алькантара», бл. 1725 р.

## Художники Іспанії в колекції

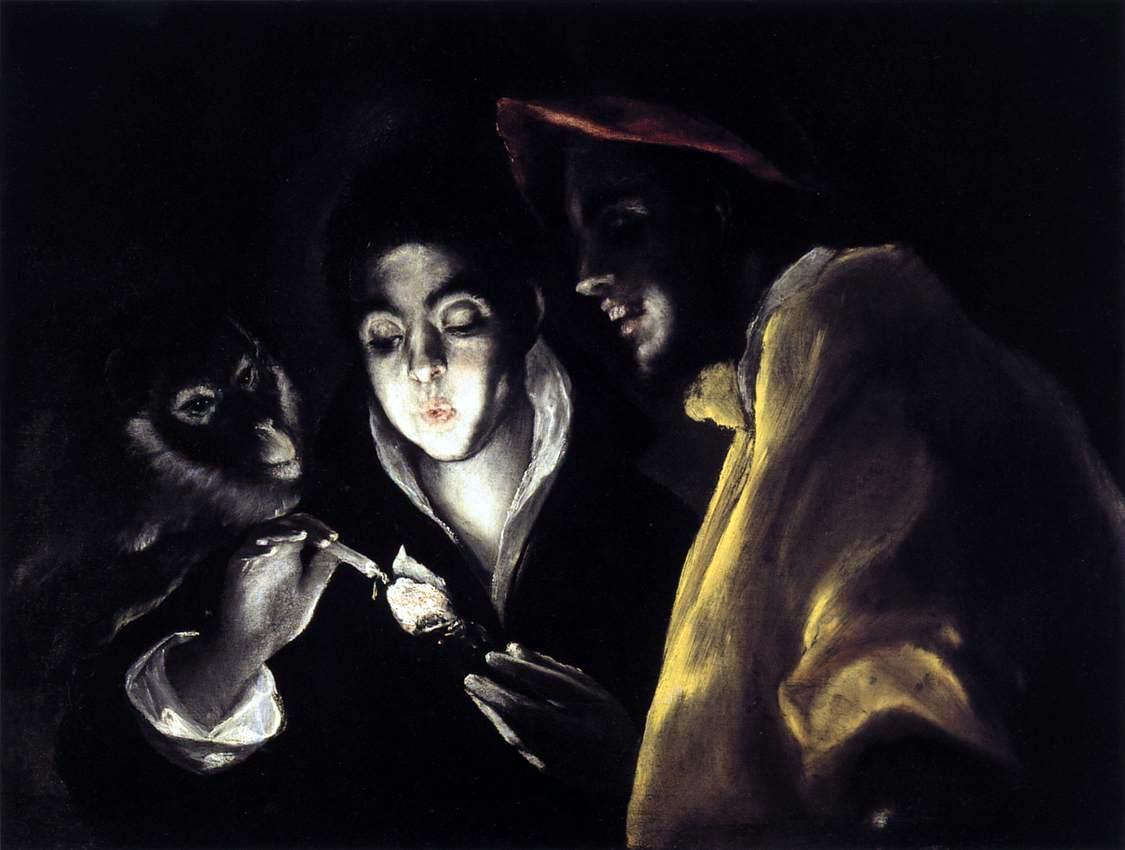
Ель Греко. «Хлопчик роздмухує вогонь між мавпою та блазнем». прислів'я.

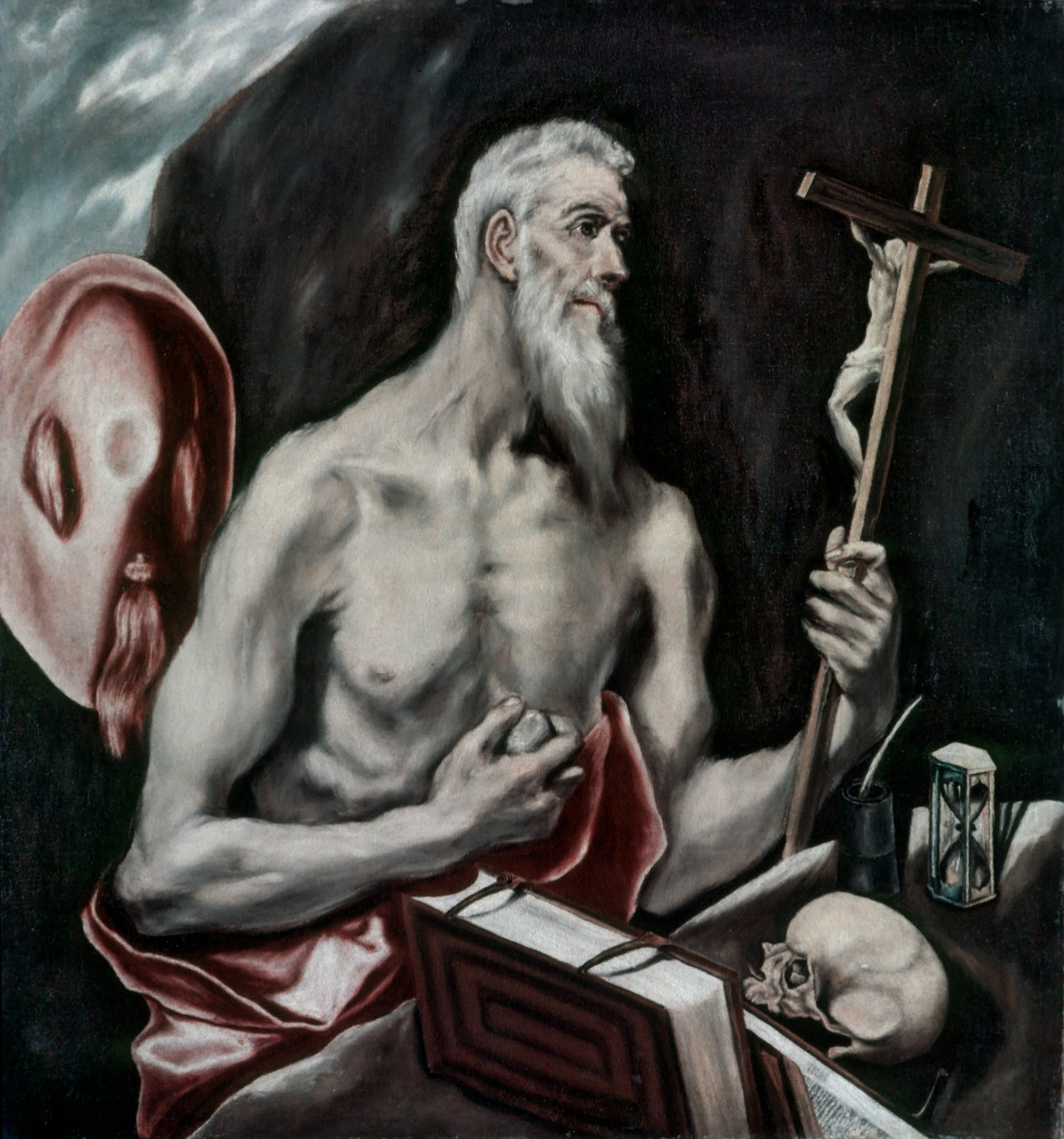
Ель Греко.«Св. Єронім в пустелі»
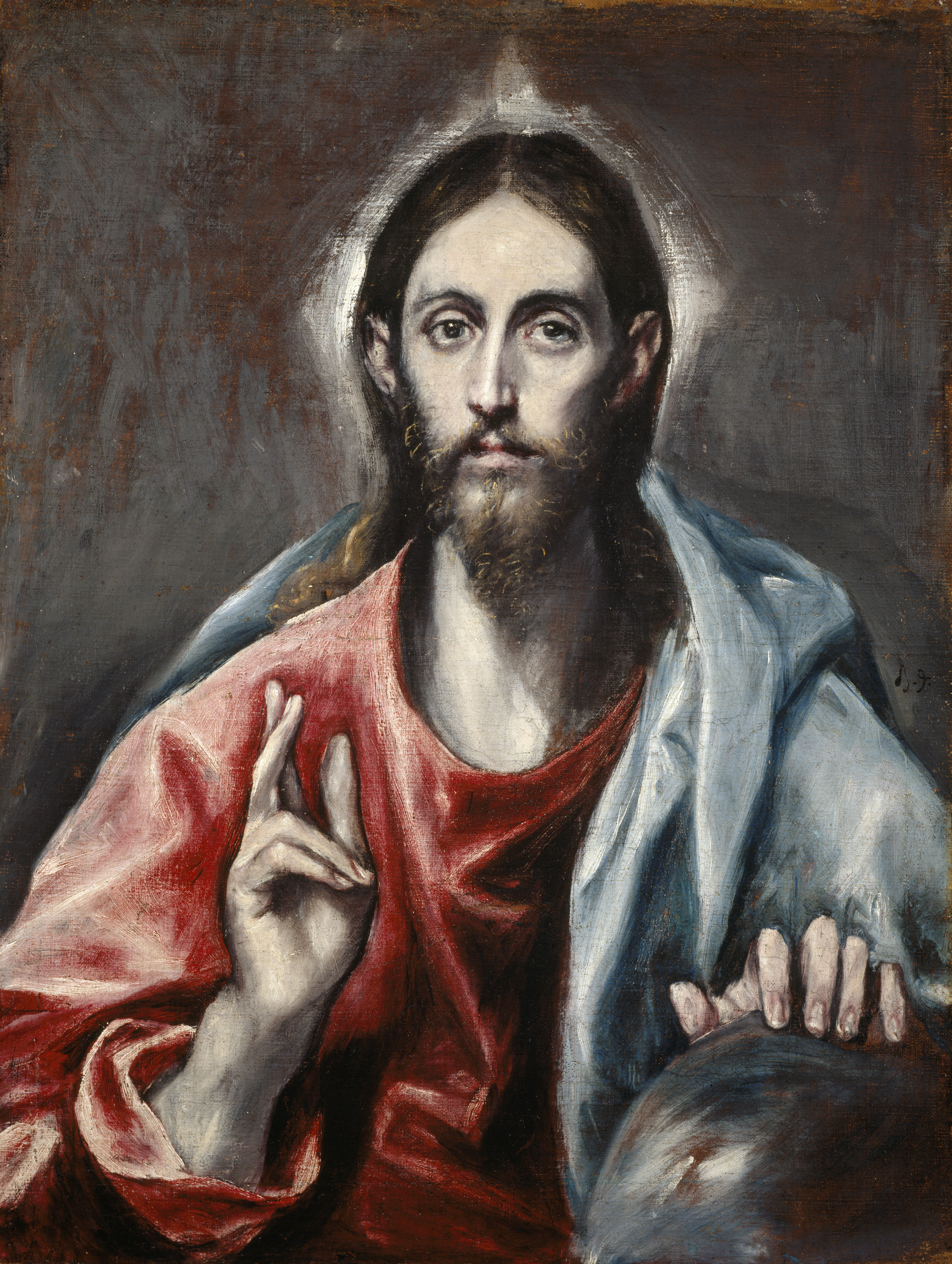
Ель Греко. «Христос», бл. 1600 р.
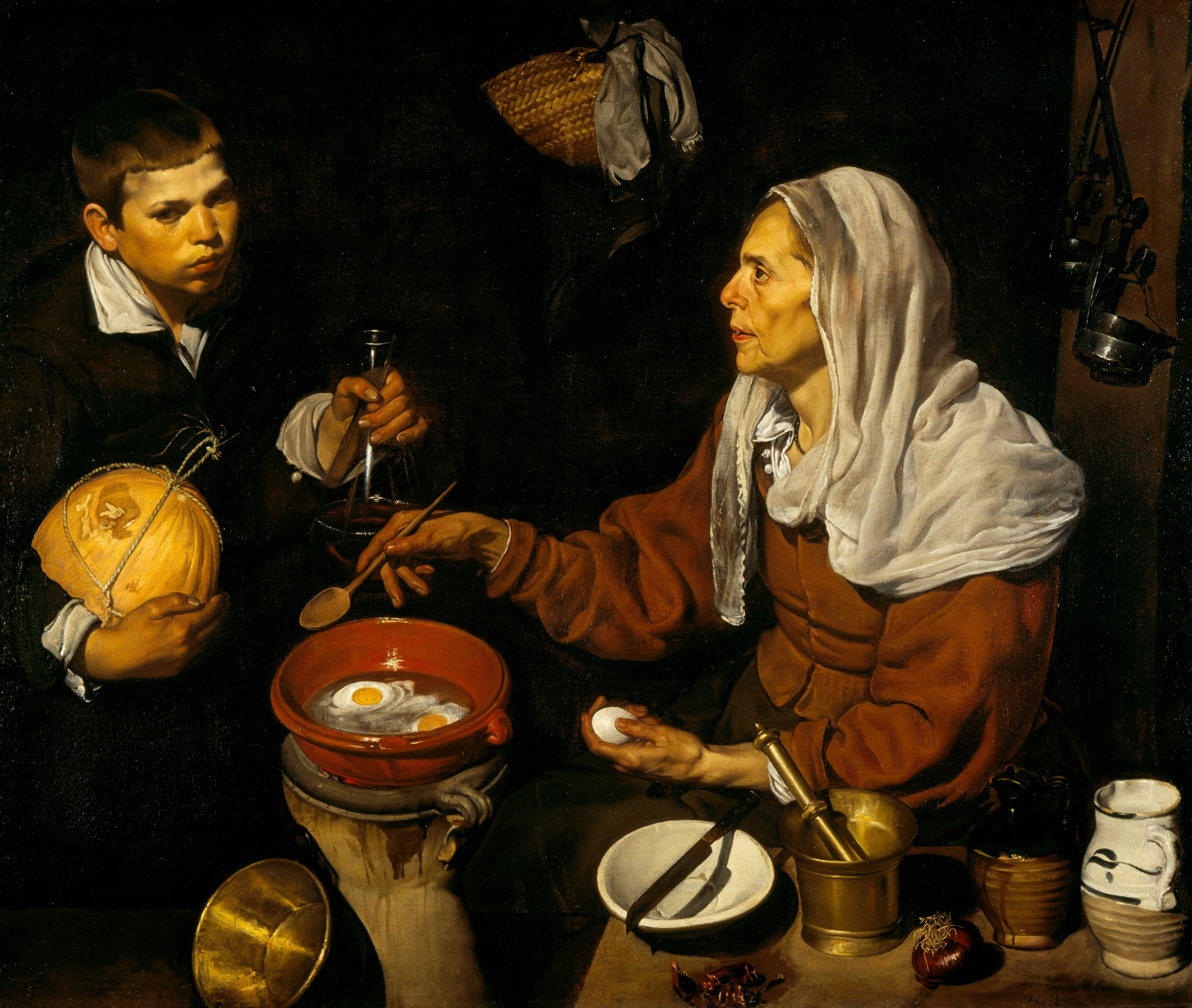
Дієго Веласкес. Жінка готує яєчню
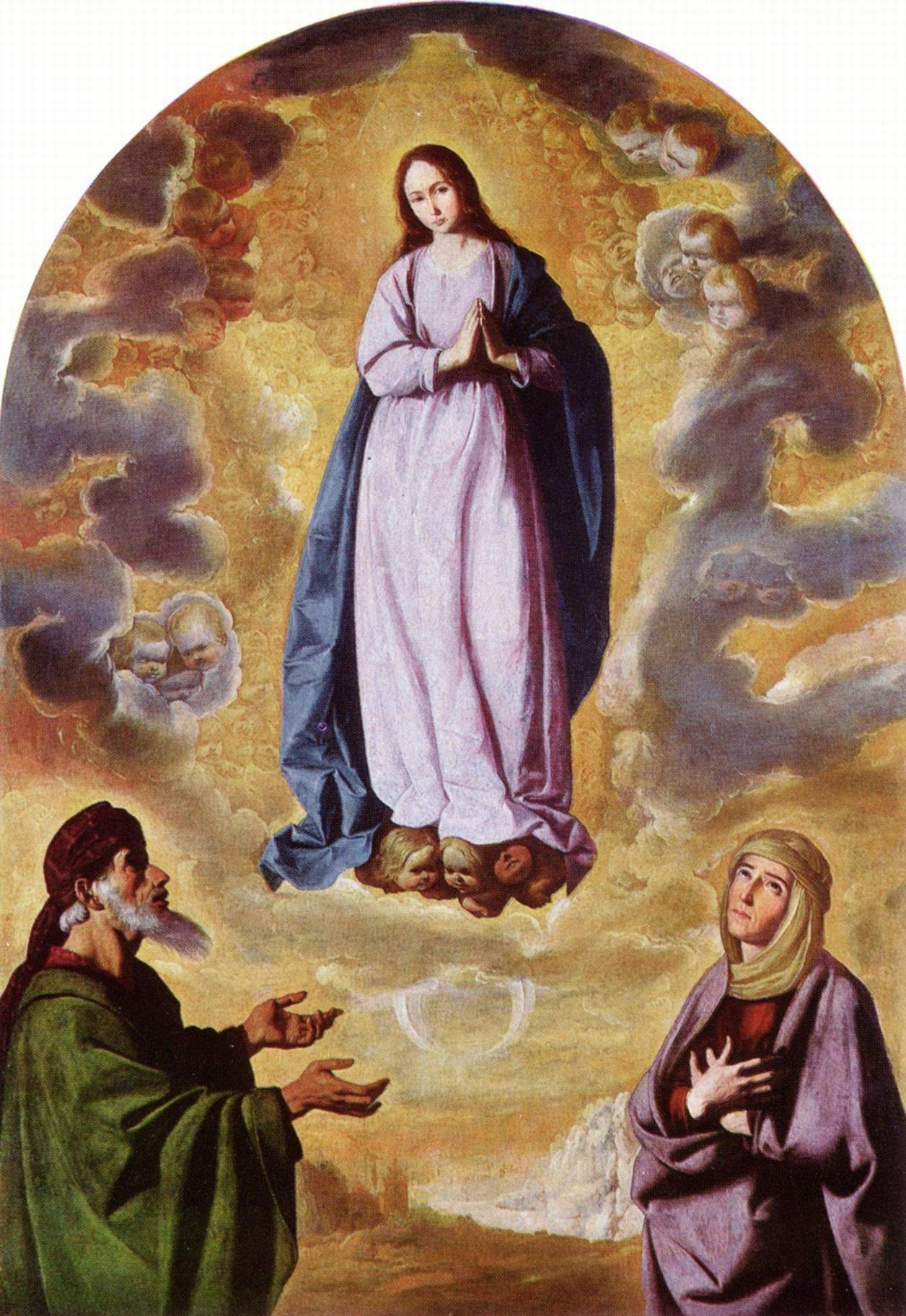
Франсіско де Сурбаран. «Непорочне зачаття», бл. 1660 р.
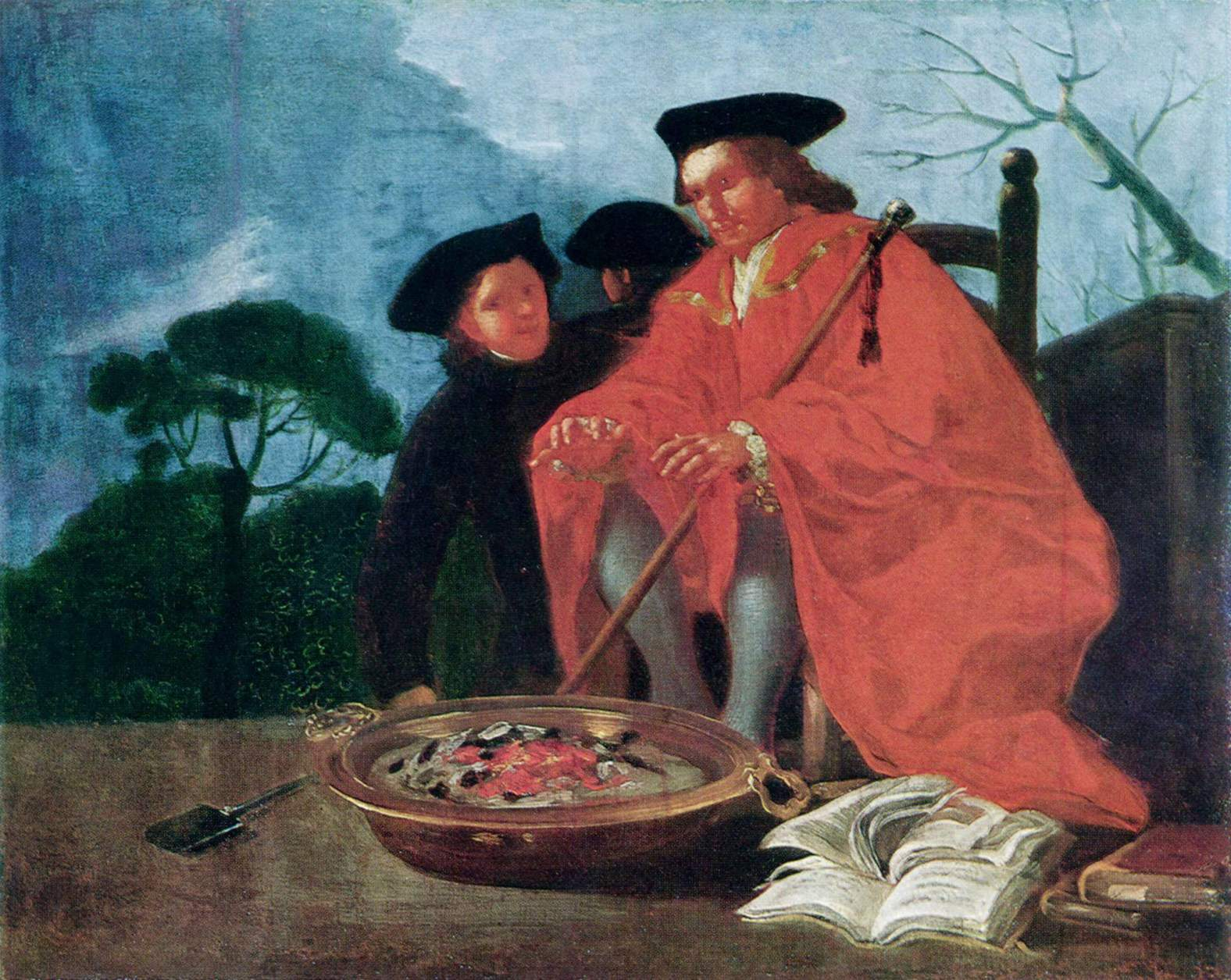
Франсіско Гойя, «Лікар», 1813 р.

## Художники Франції в колекції

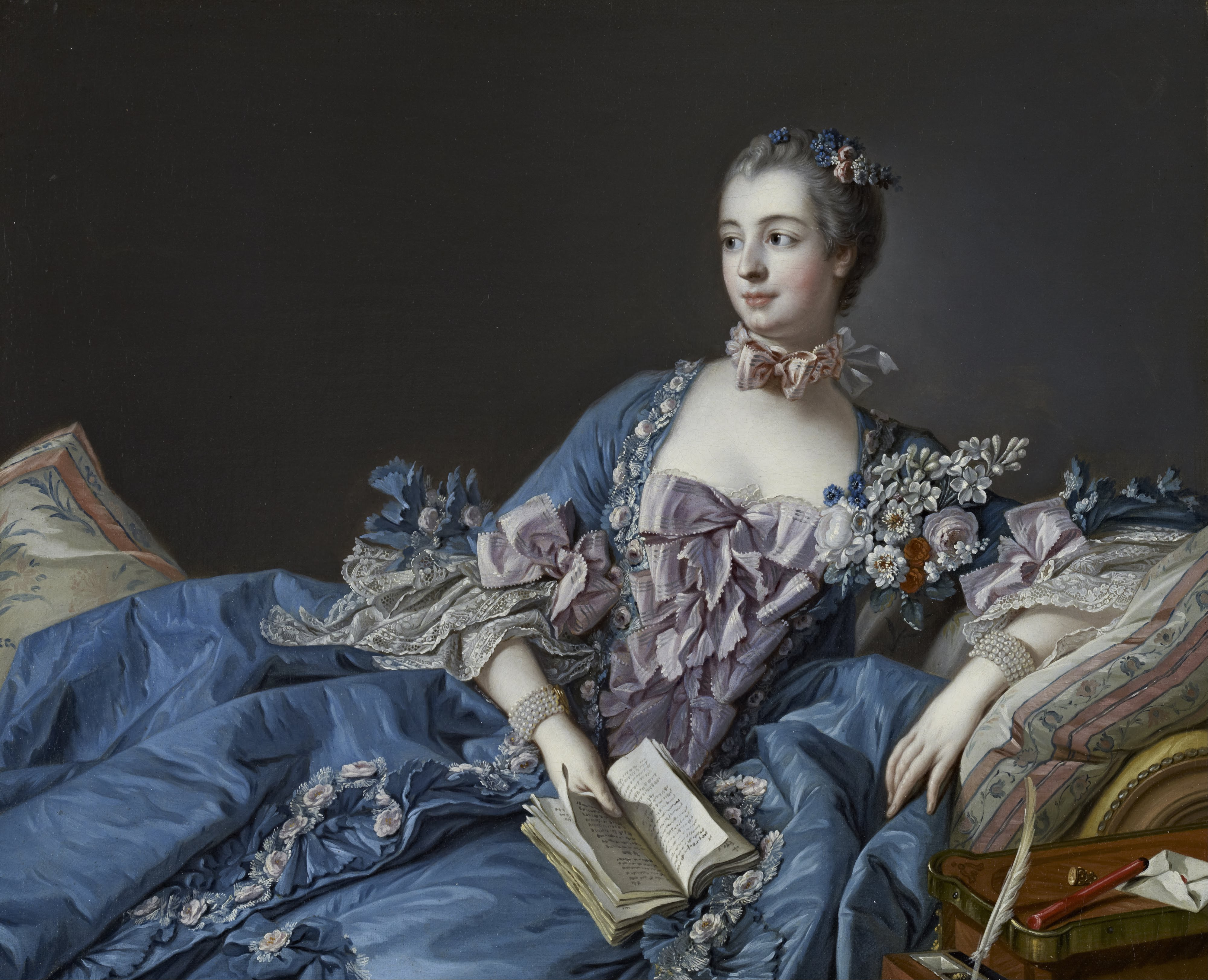
Франсуа Буше. «Мадам Помпадур», 1758 р.

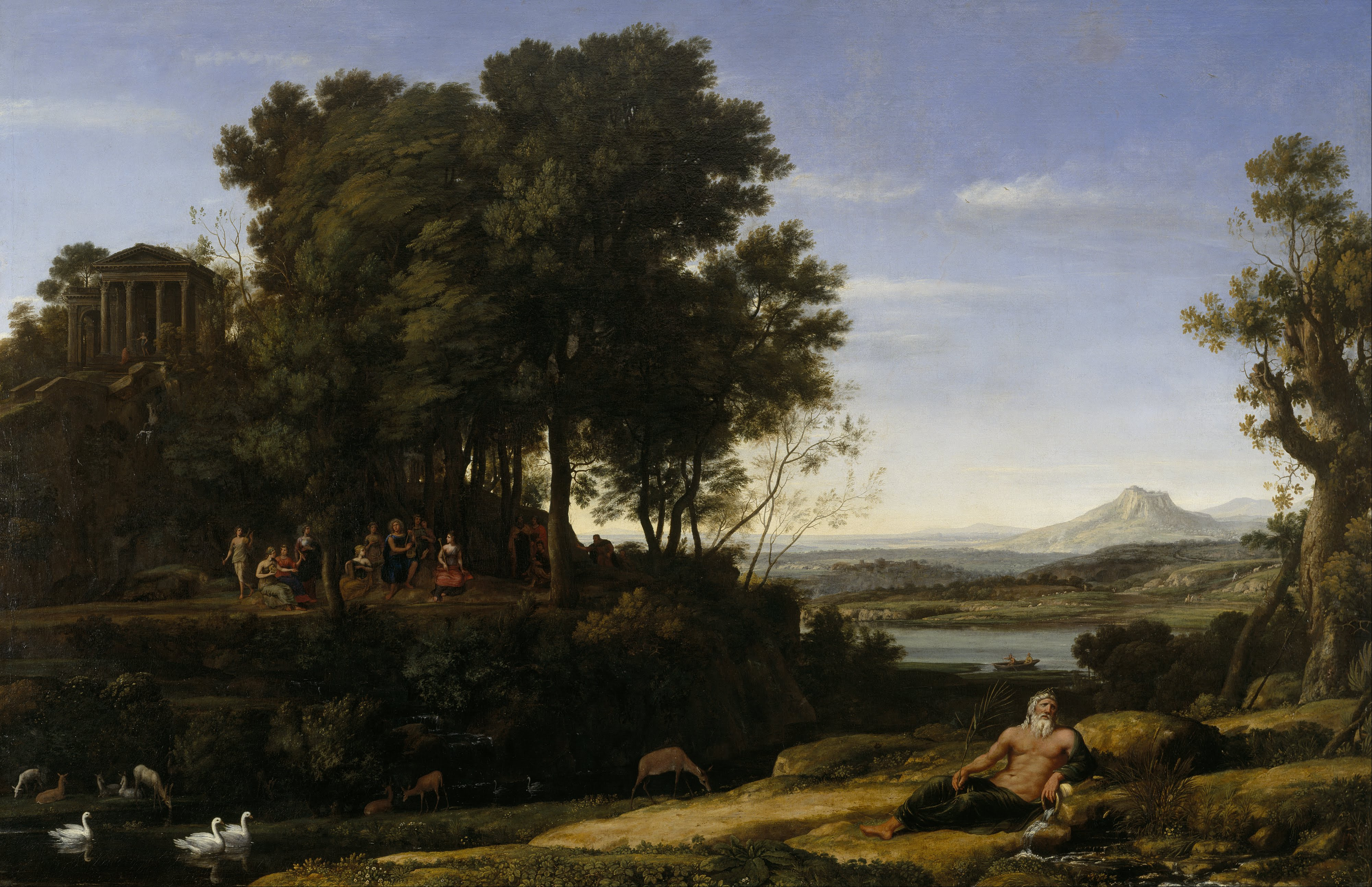
Клод Лоррен. «Класичний пейзаж з музами і Аполлоном». 1652 р.
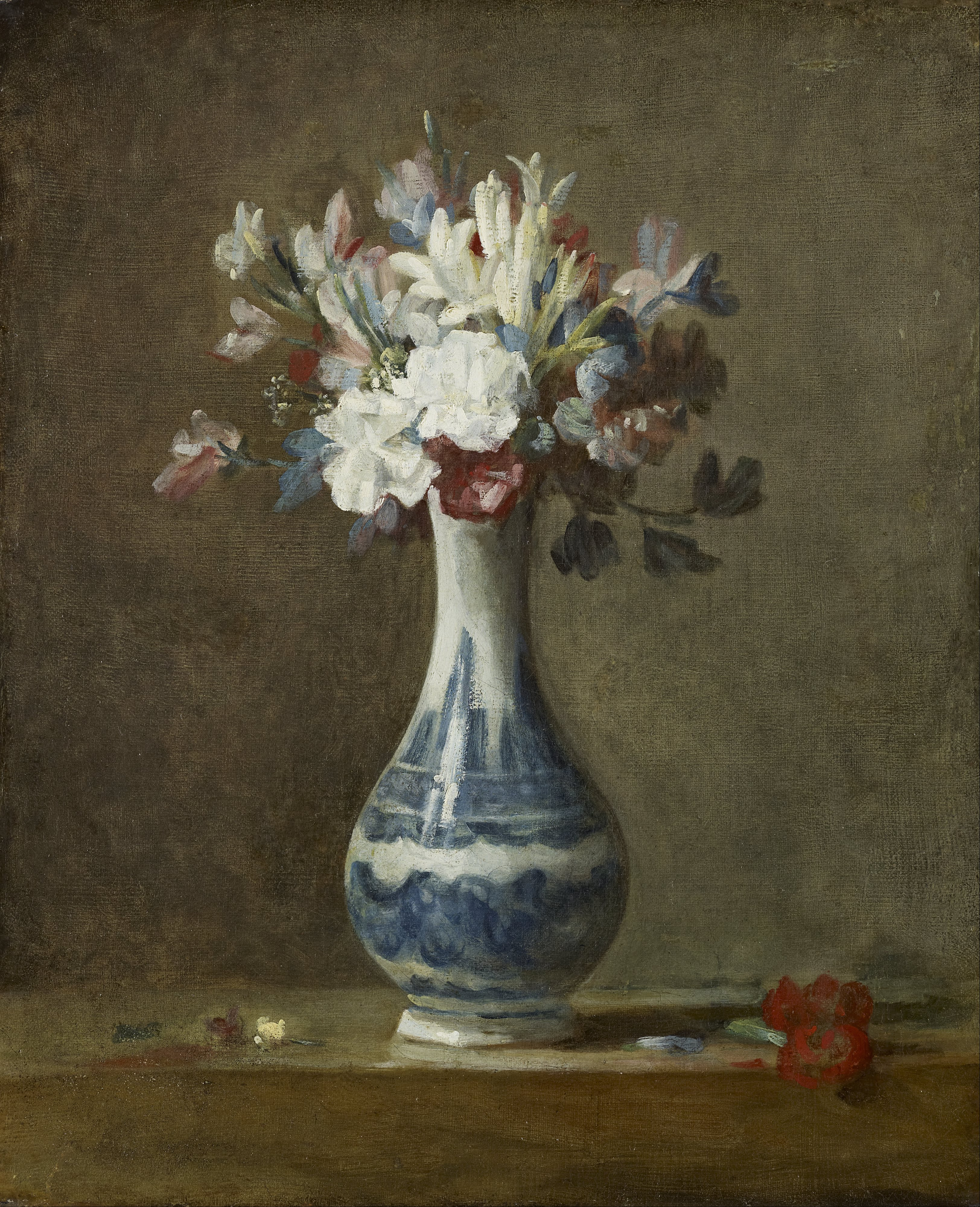
Шарден. «Ваза з квітами», 1750 р.
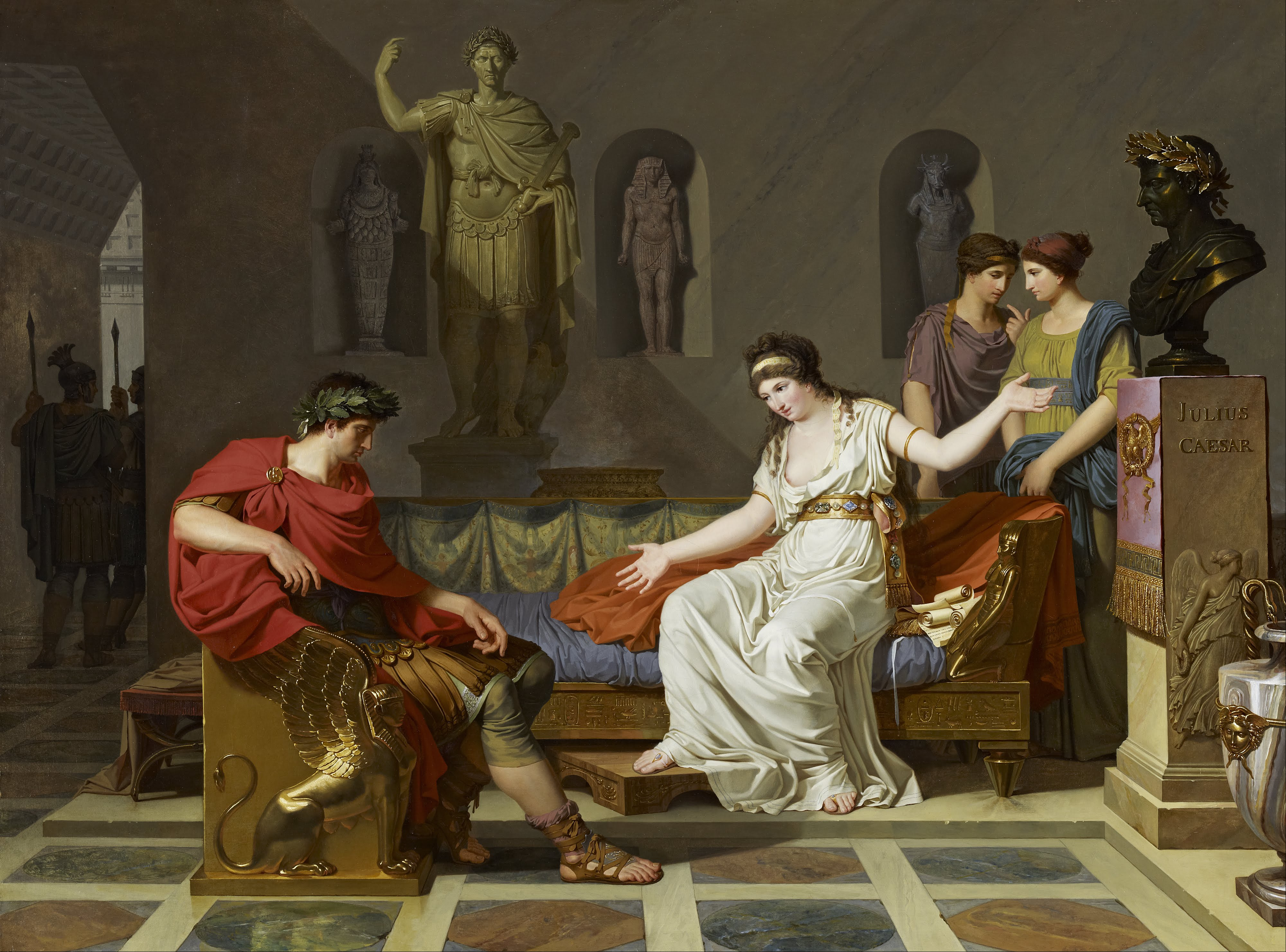
Луї Каффйєрі. «Октавіан Август і Клеопатра», 1787 р.
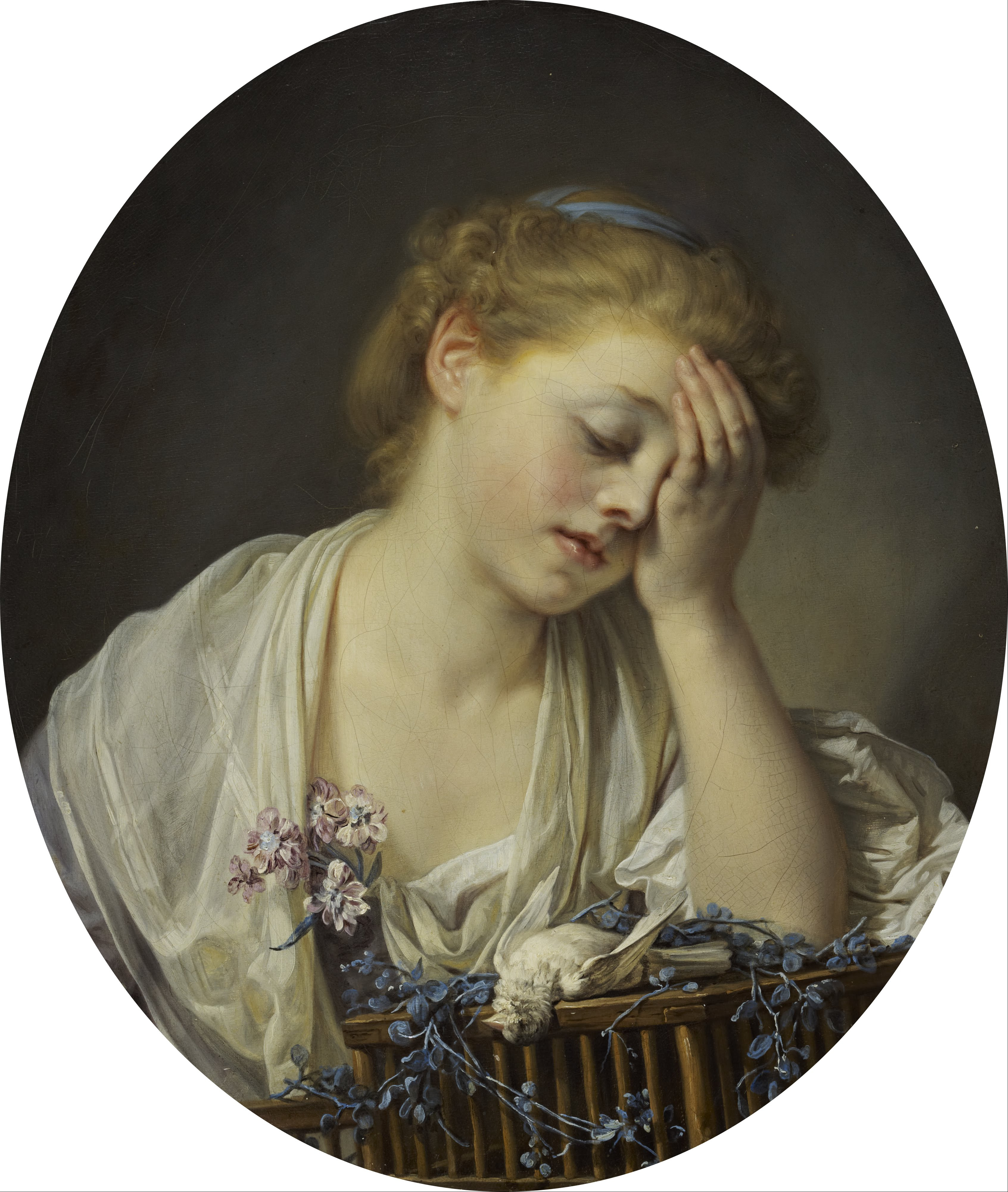
Жан-Батіст Грез. «Дівчина з мертвою пташкою»
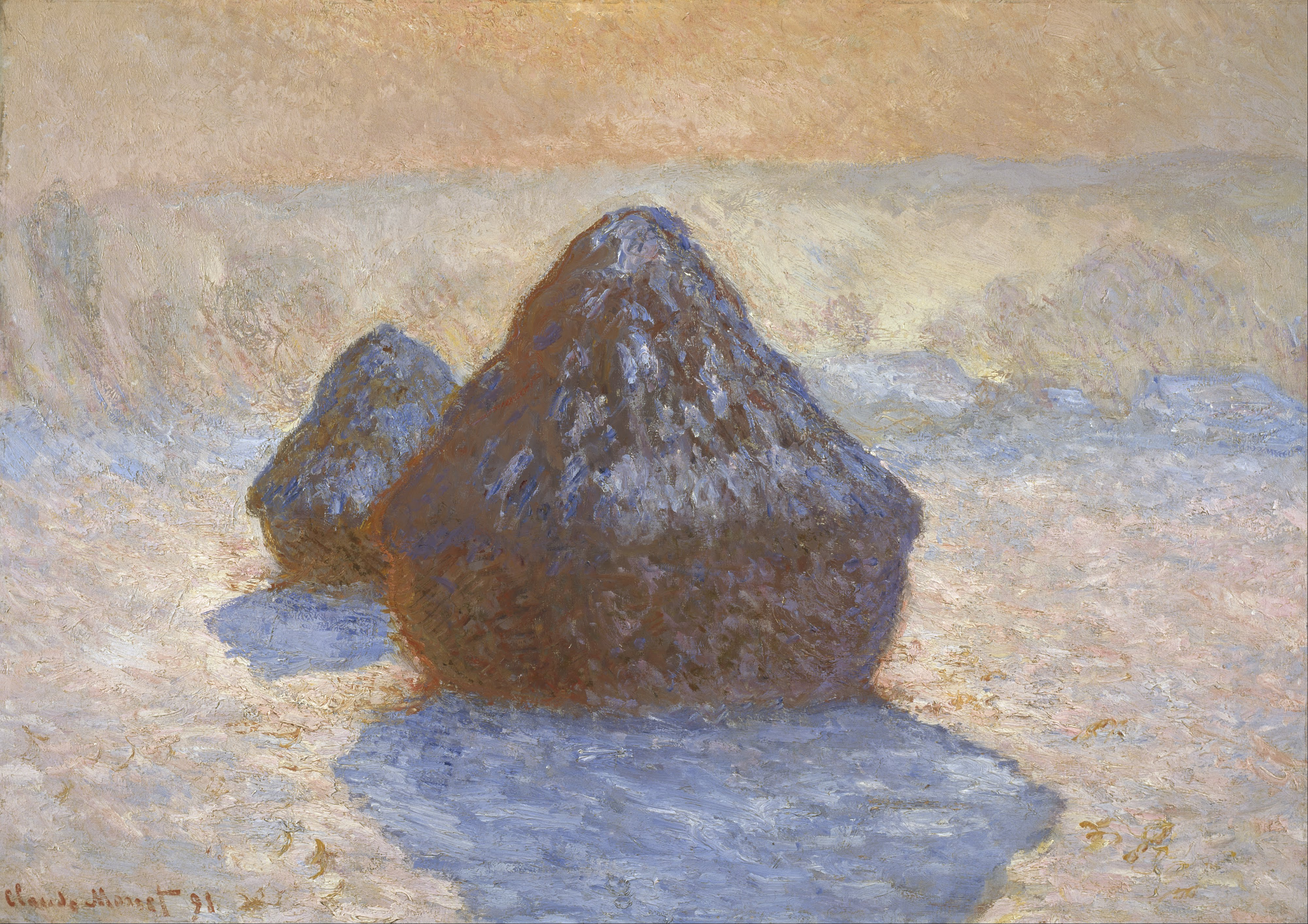
Клод Моне. «Стіжки під снігом», 1891 р.
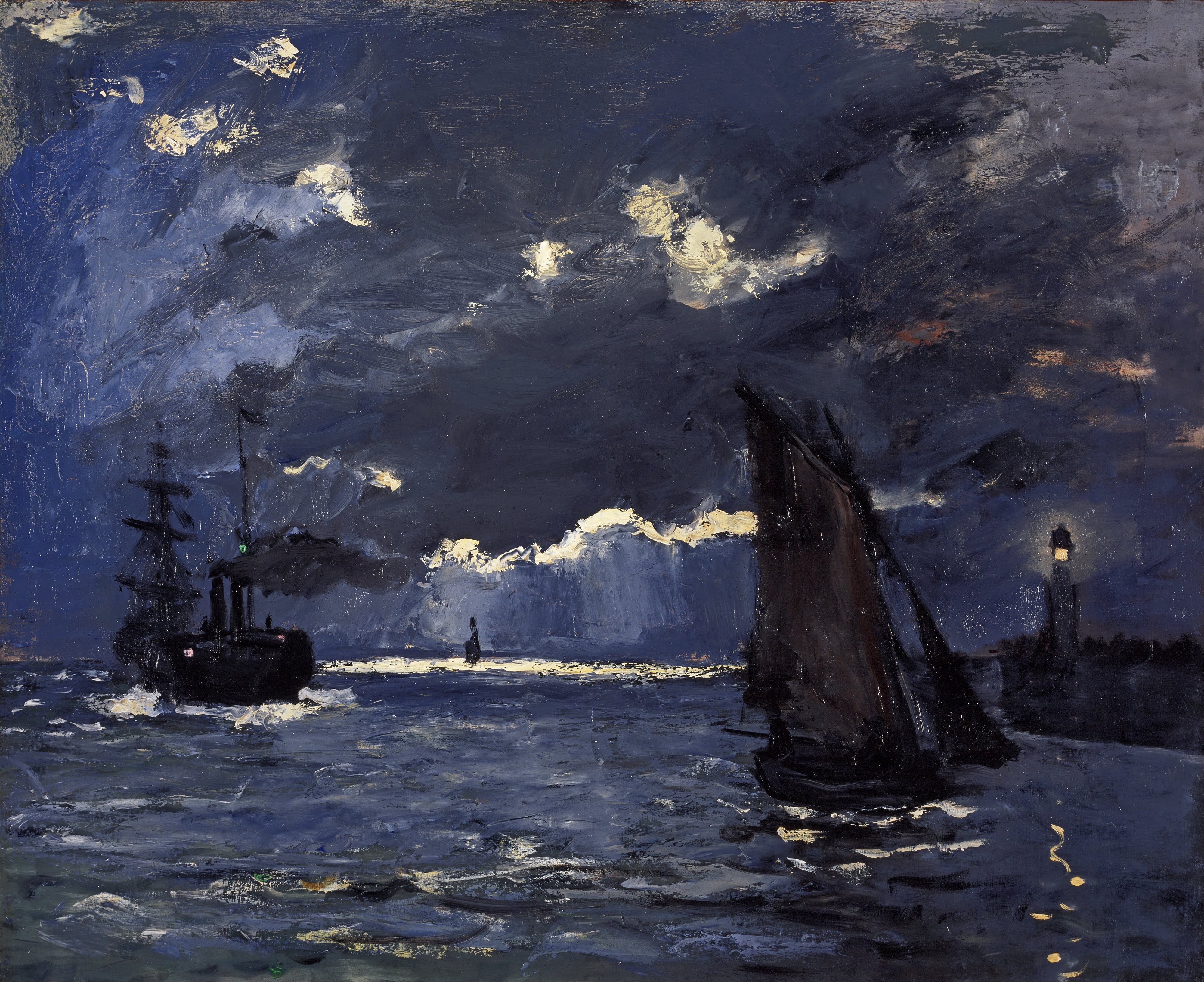
Клод Моне. «Човни в місячному освітленні», 1864 р.
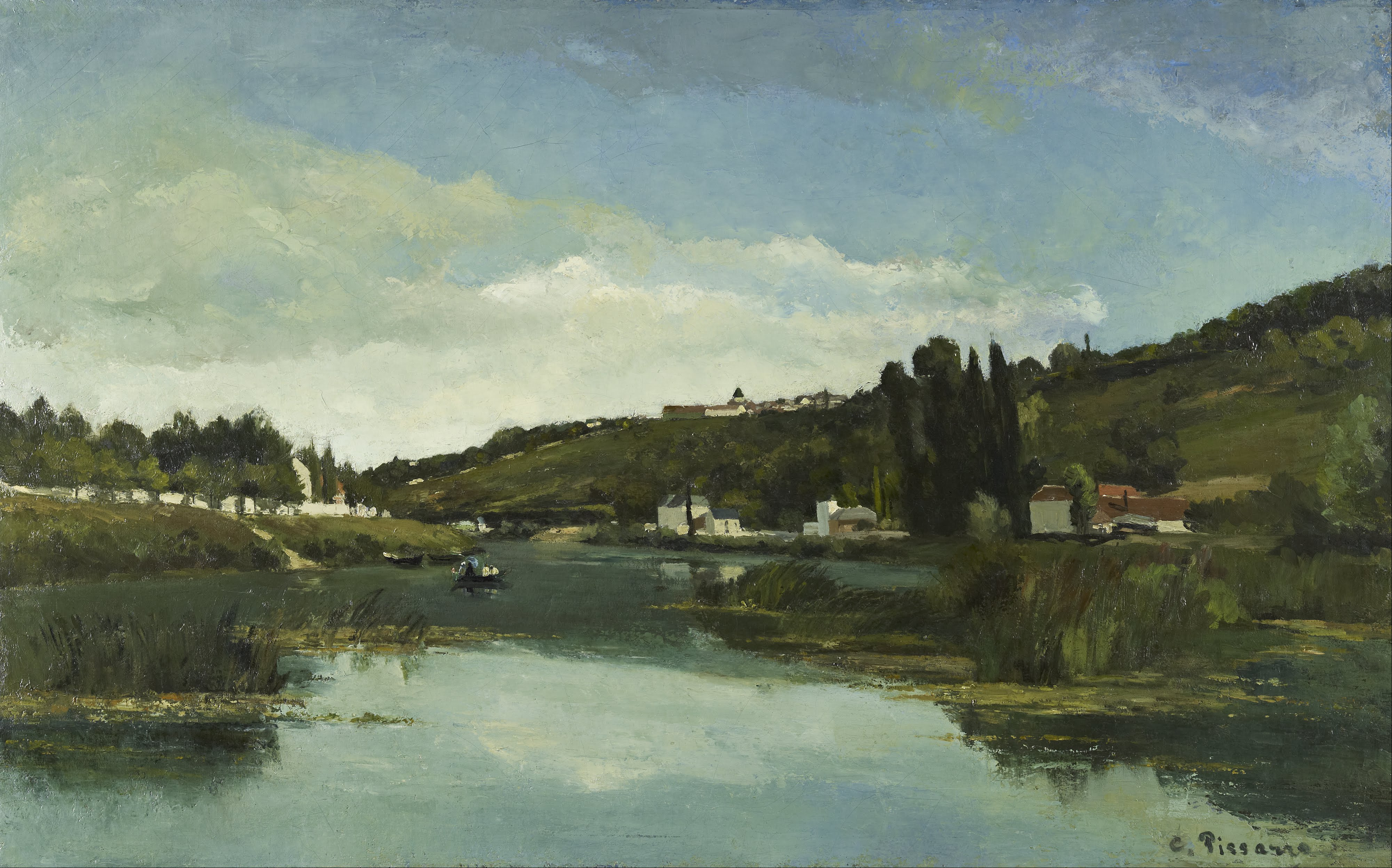
Каміль Піссарро. «Річка Марна», 1864 р.
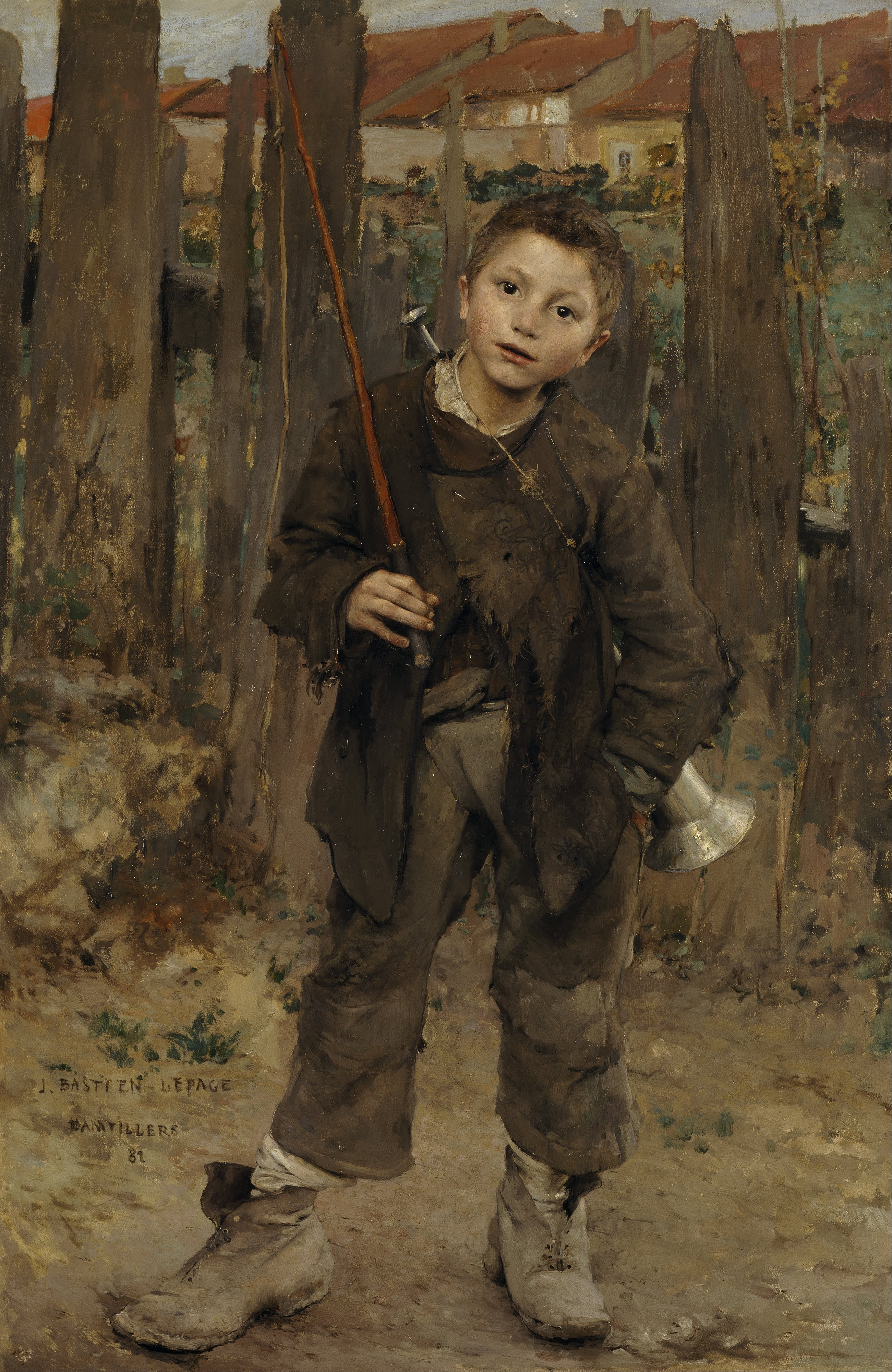
Жуль Бастьєн-Лепаж. Малий конюх без роботи, 1882 р.
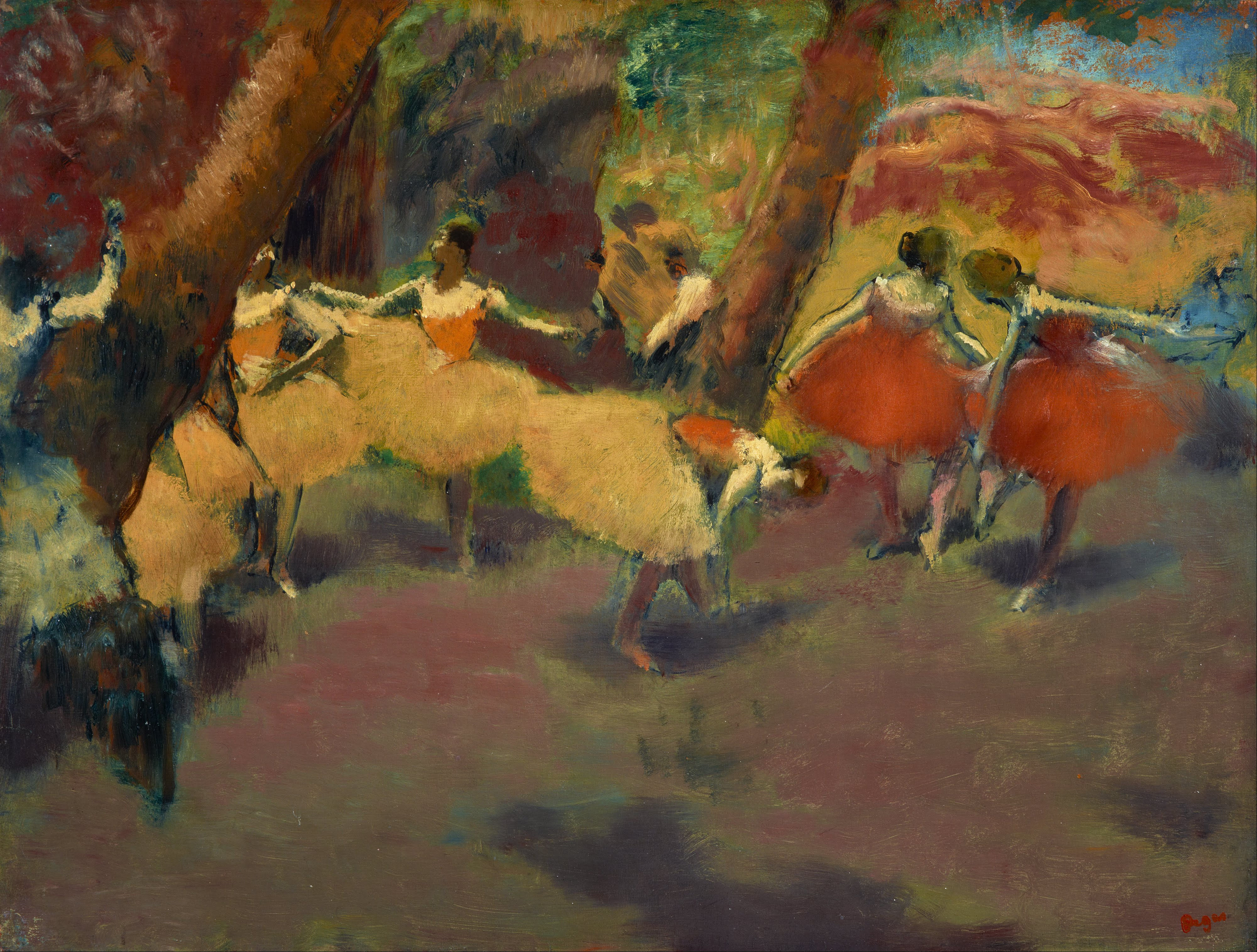
Едгар Дега. «Перед виставою», 1896 р.
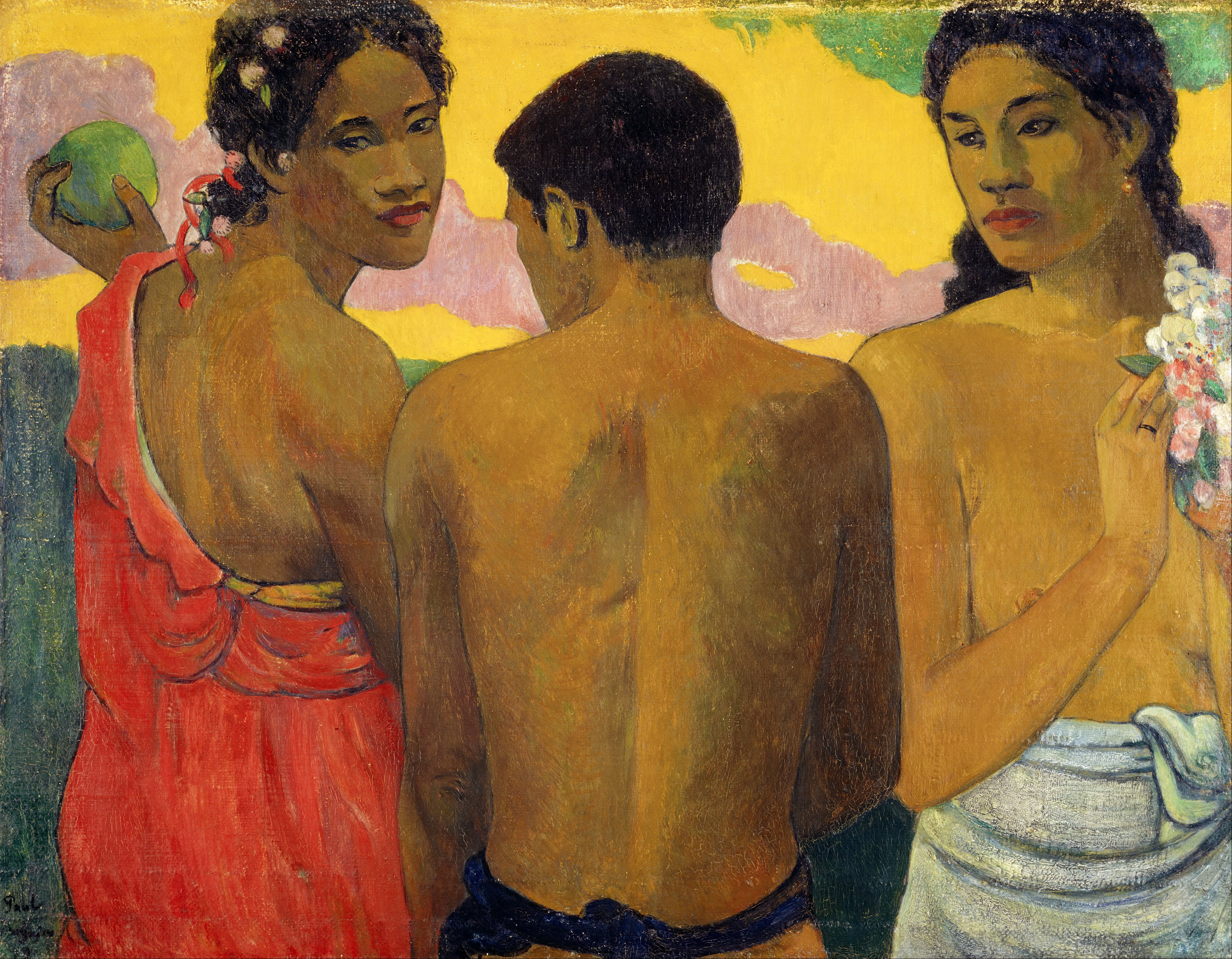
Поль Гоген «Три мешканці Таїті», 1899 р.
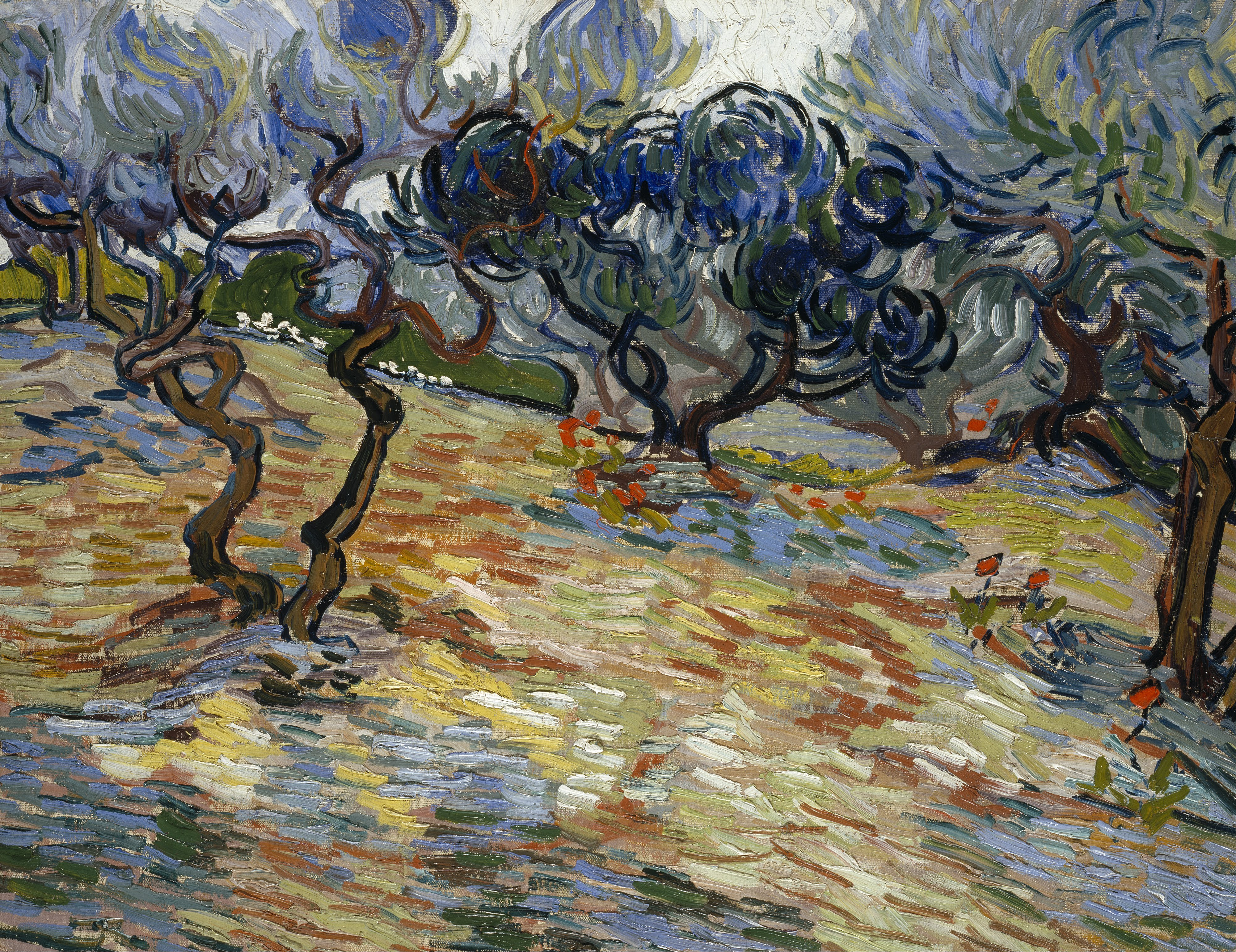
Вінсент ван Гог. «Оливкові дерева», 1889 р.
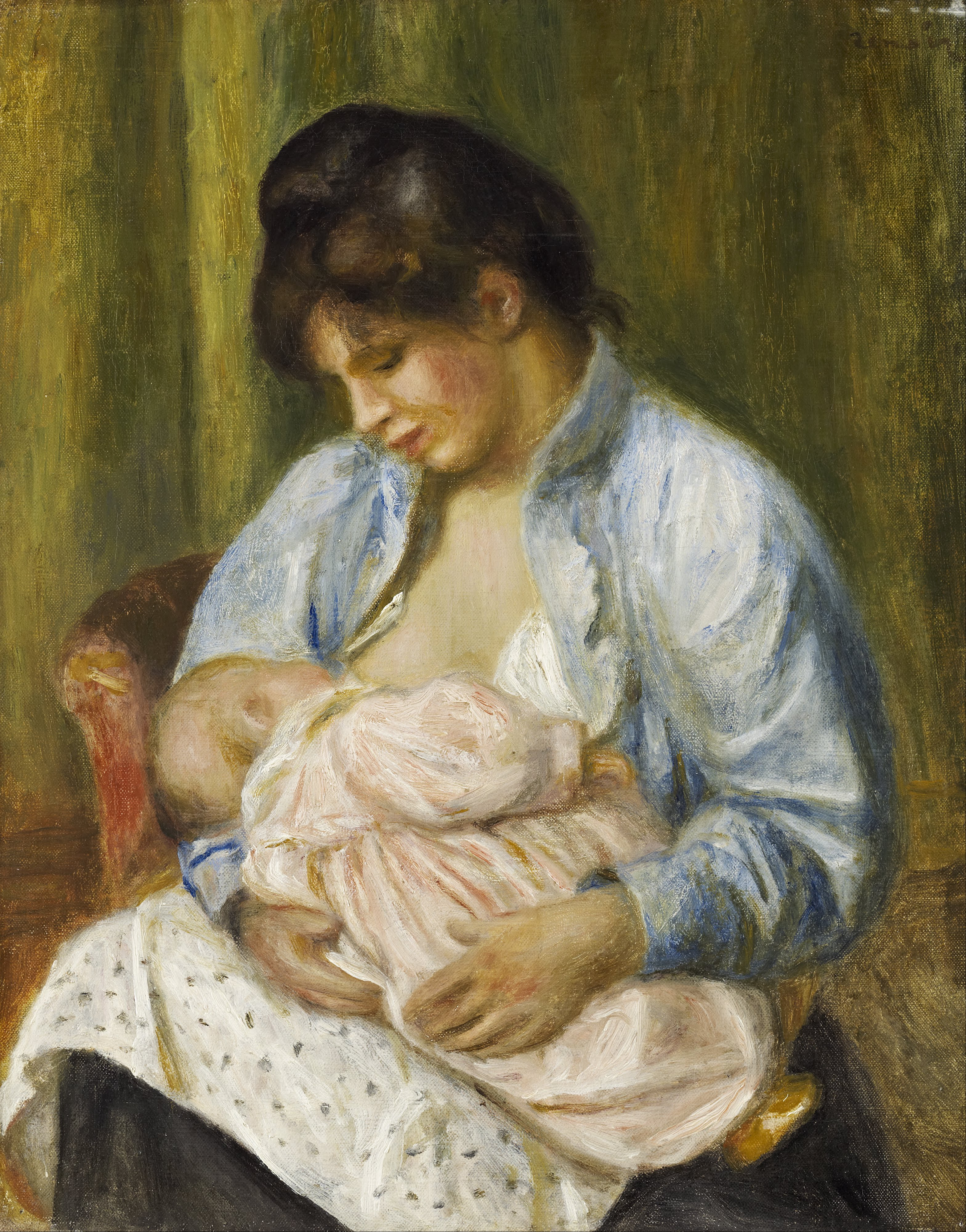
П'єр-Огюст Ренуар. «Материнство», 1894 р.

## Голландський і фламандський живопис збірки

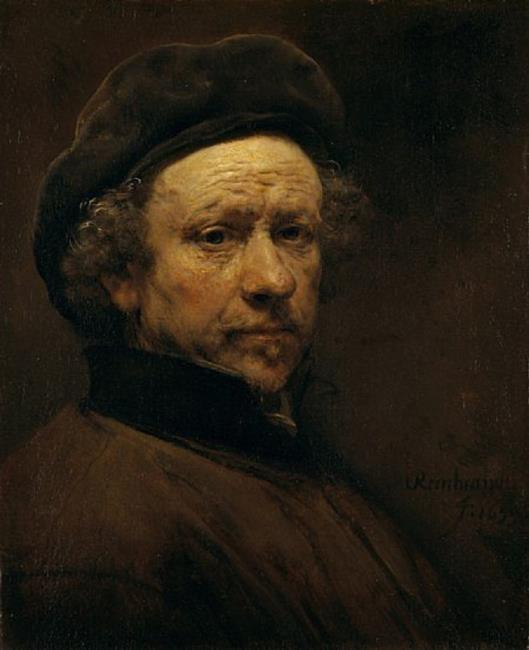
Рембрандт. «Автопортрет у 51 рік»

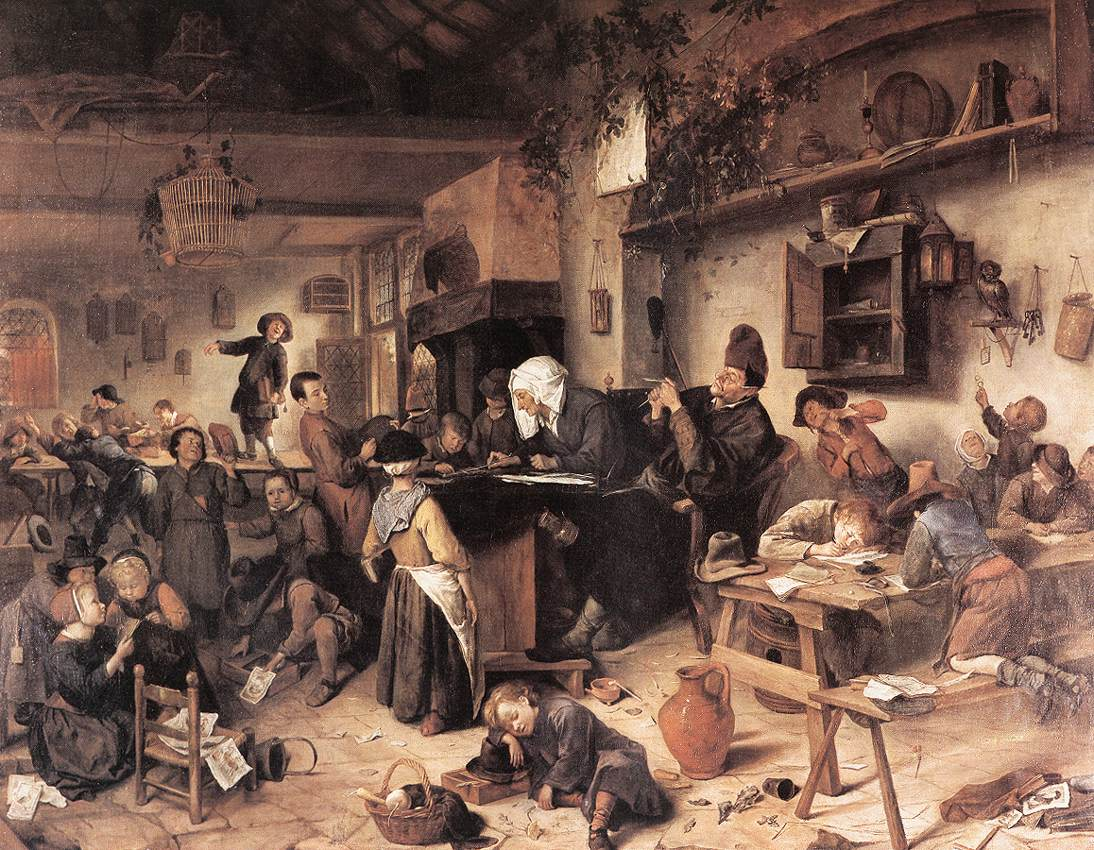
Ян Стен. «Бедлам у сільській школі», бл. 1670 р.

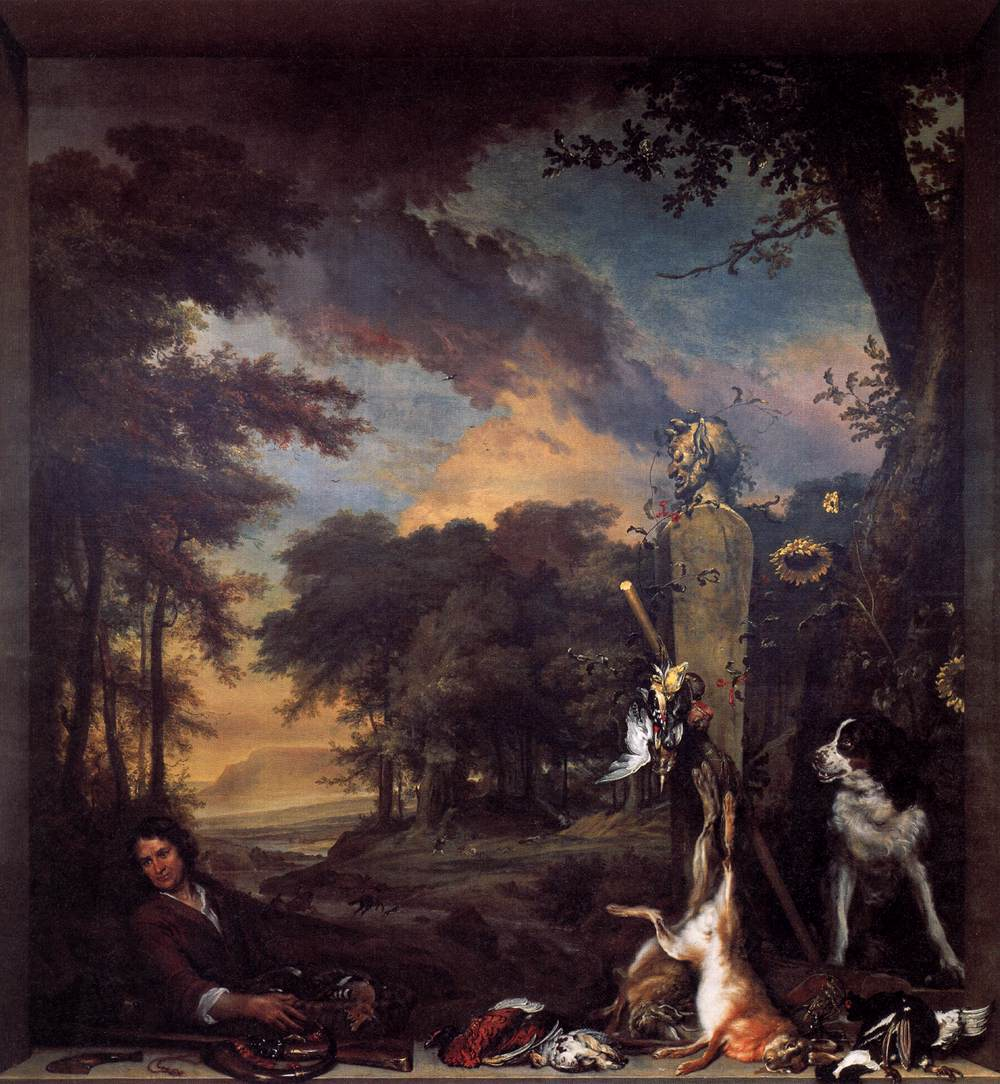
Ян Венікс. Пейзаж з мисливцем та мисливськими трофеями, 1697 р.
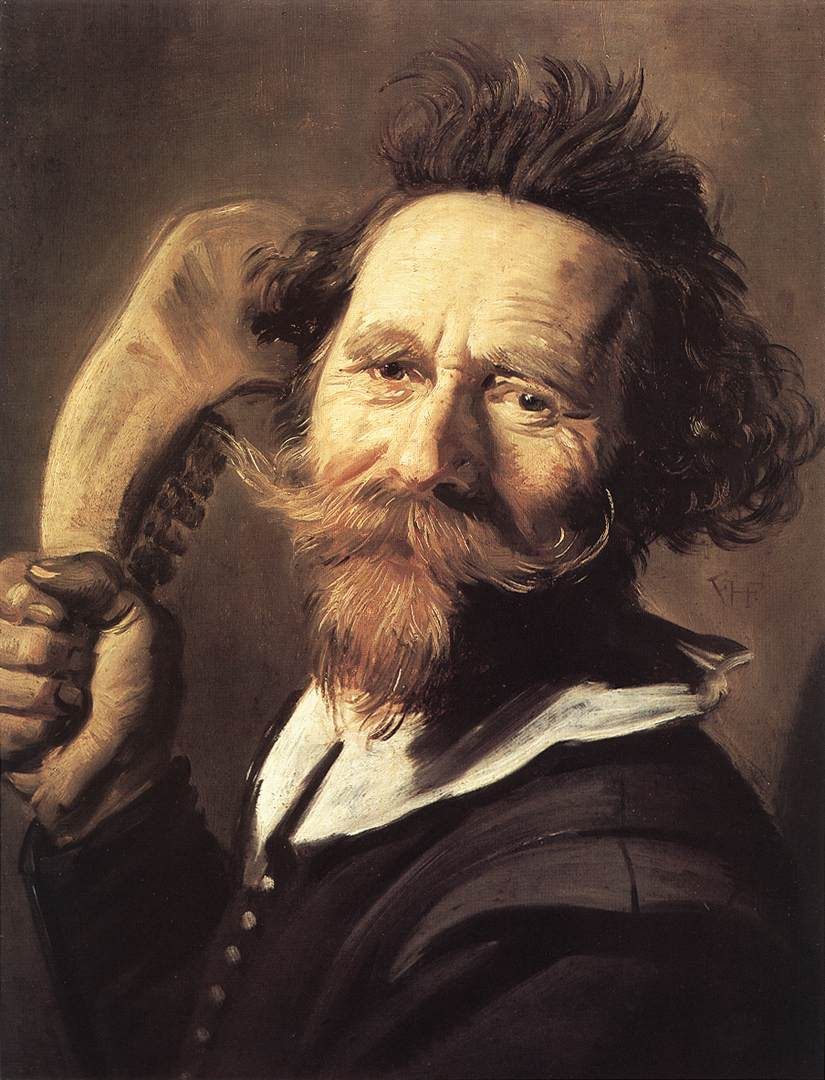
Франс Галс, «Пітер Вердонк з щелепою віслюка», 1626 р.
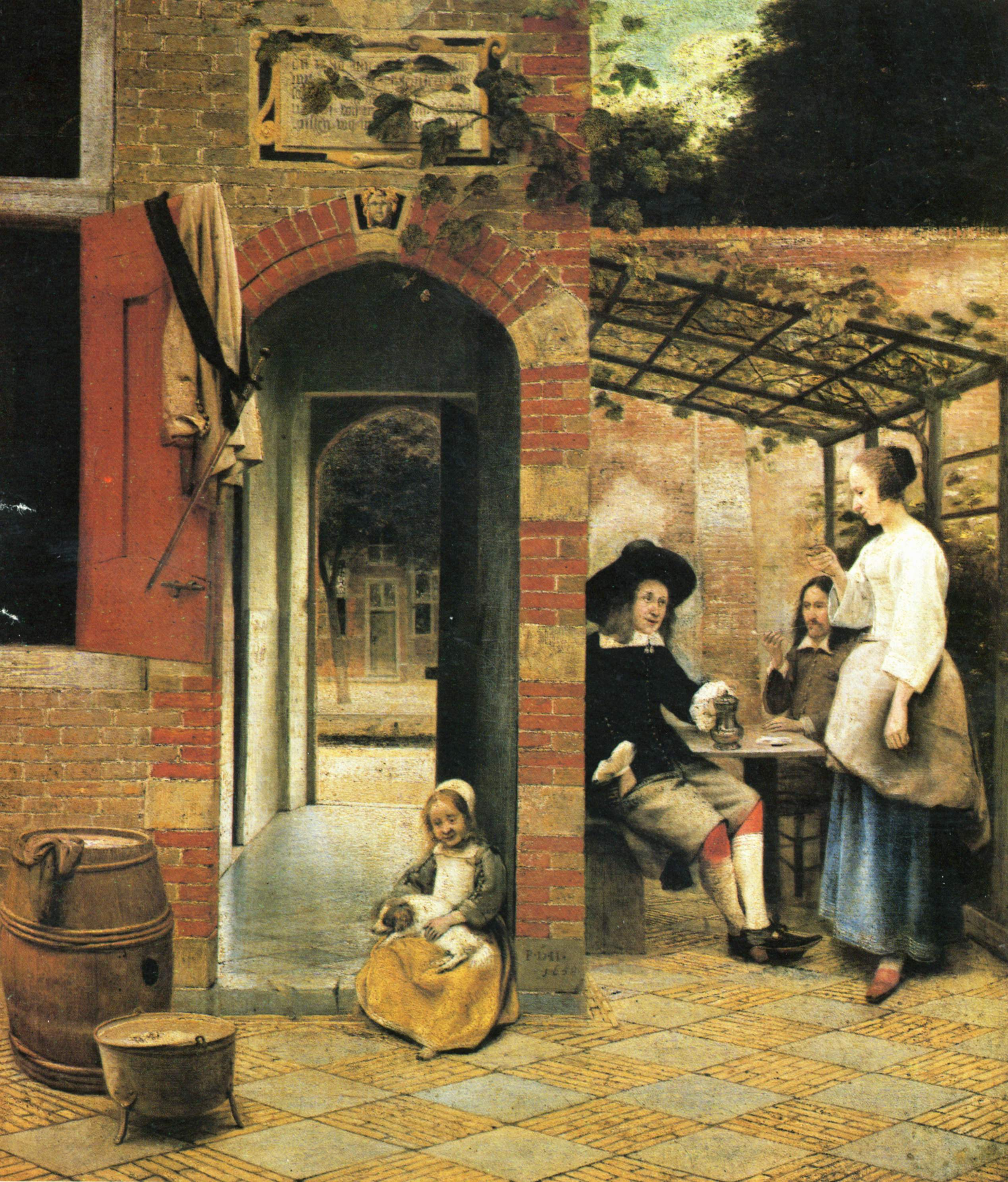
Пітер де Гох. «Сценка у альтанці на задньому дворику», 1658 р.
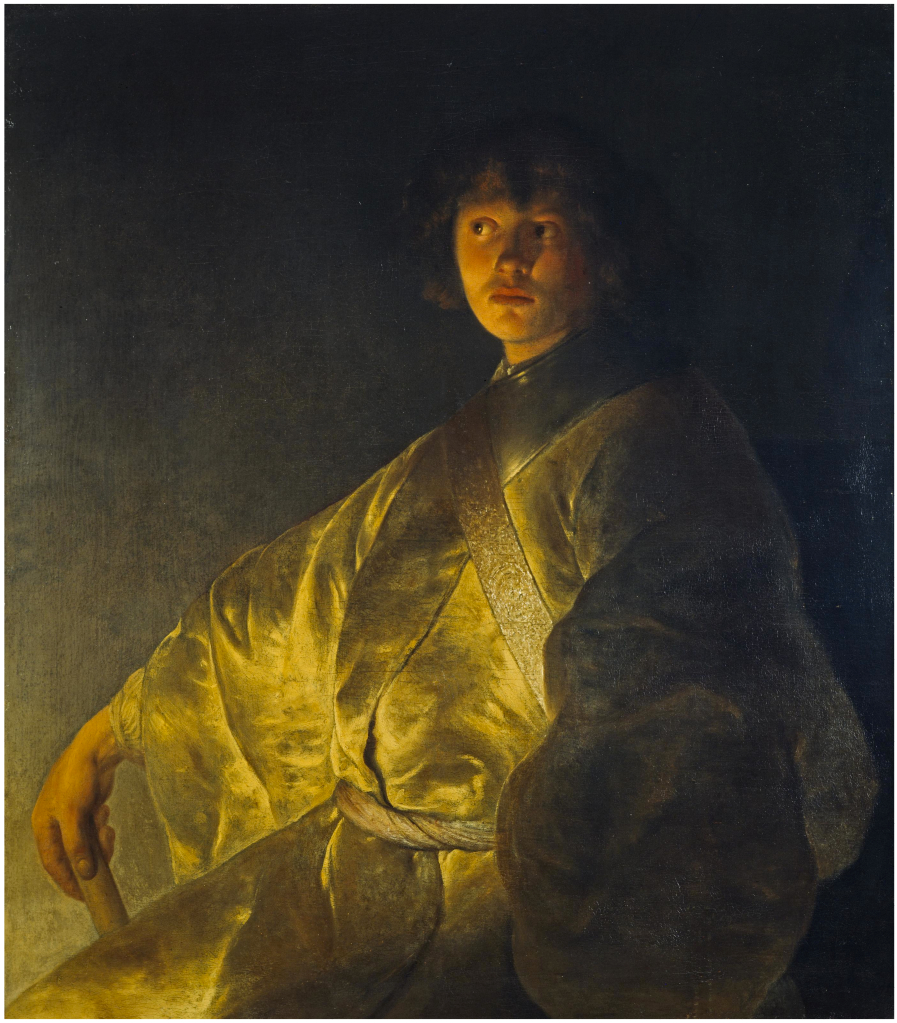
Ян Лівенс. «Юнак у жовто-золотавому вбранні», бл. 1631 р.
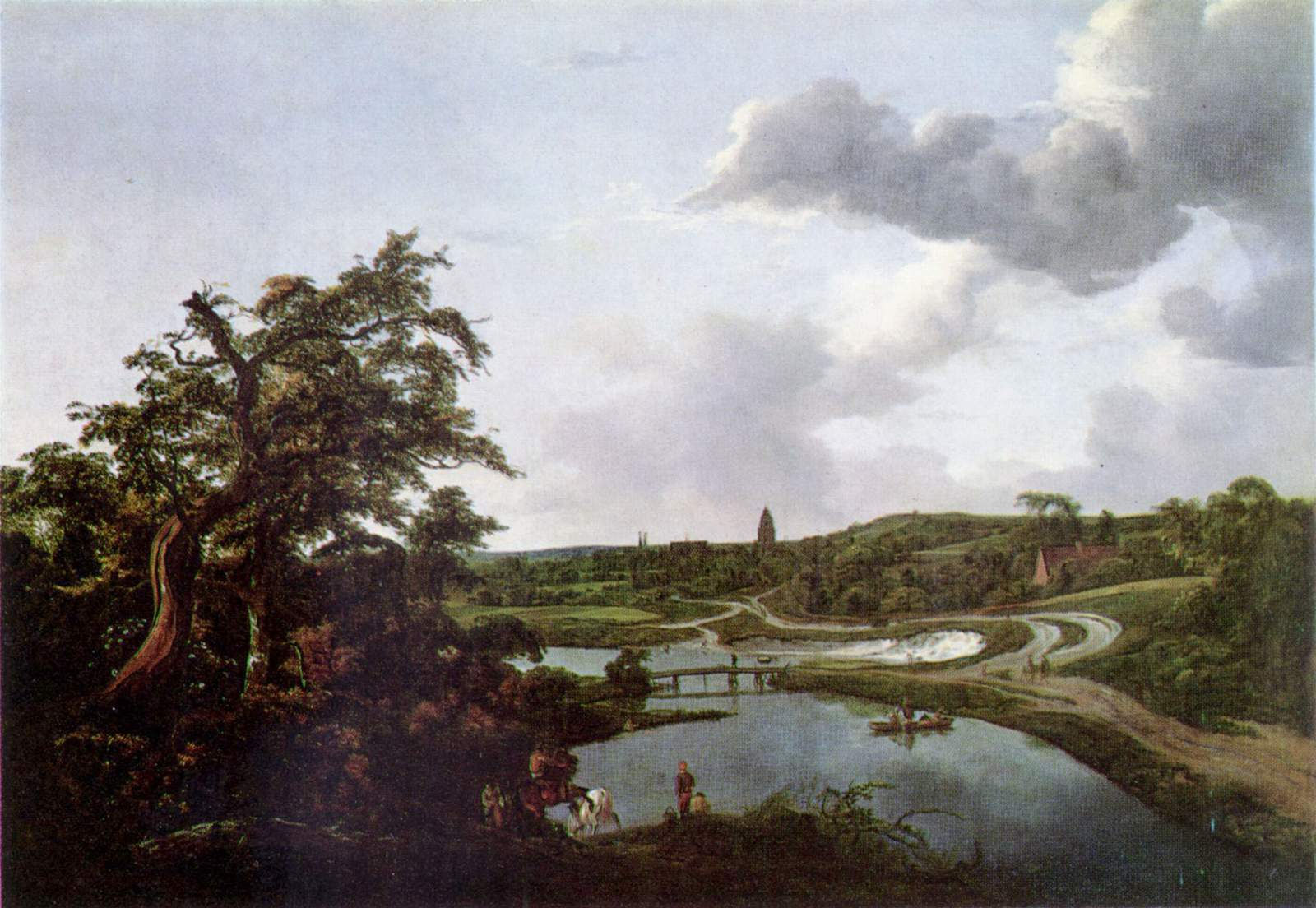
Якоб ван Рейсдал. «Берег річки», 1649 р.
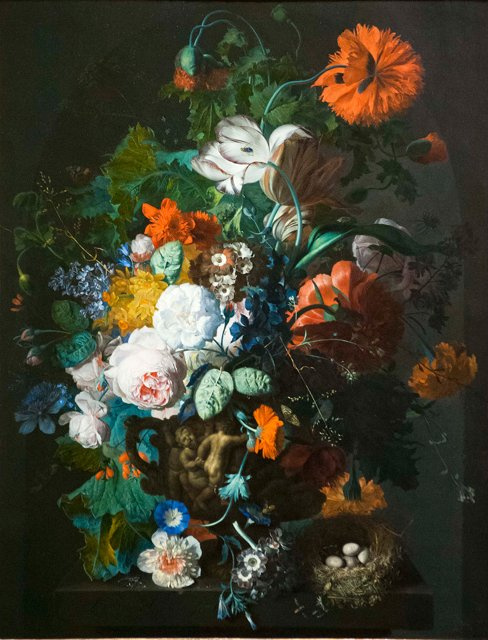
Ян ван Гейсум. «Букет квітів та пташине гніздо на стільниці», бл. 1718 р.
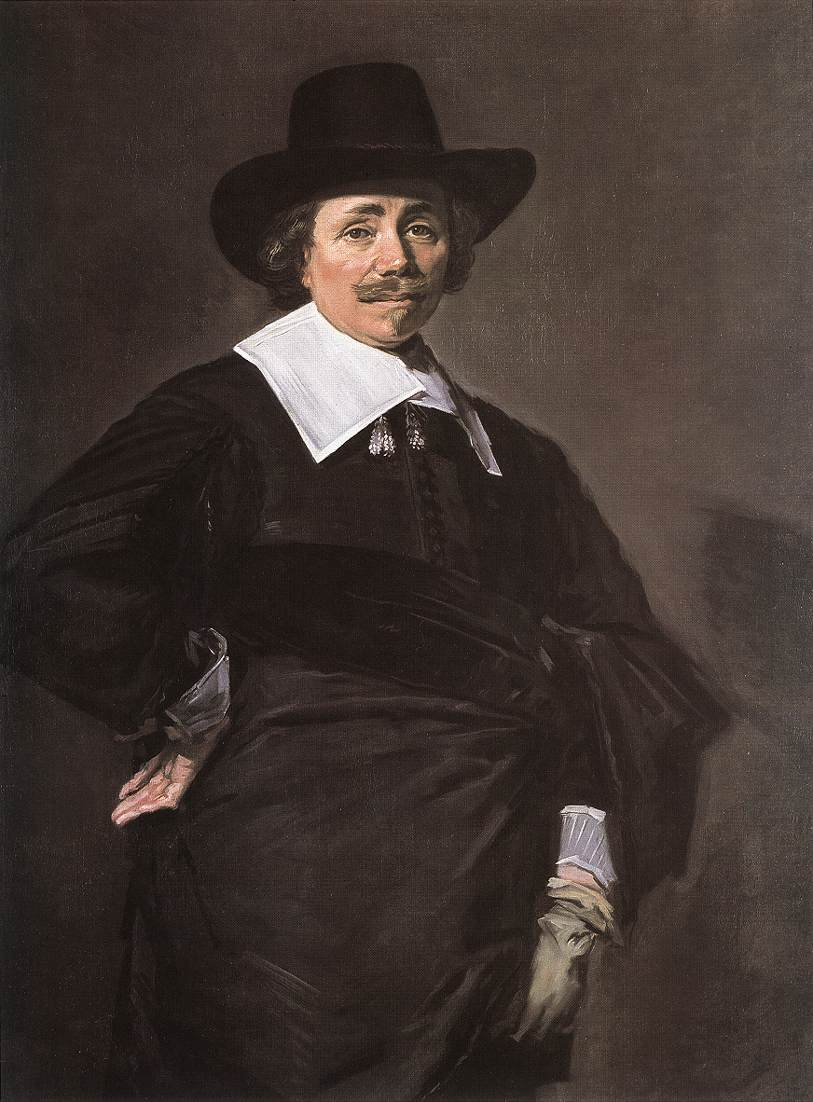
Франс Галс, «Портрет невідомого», до 1645 р.
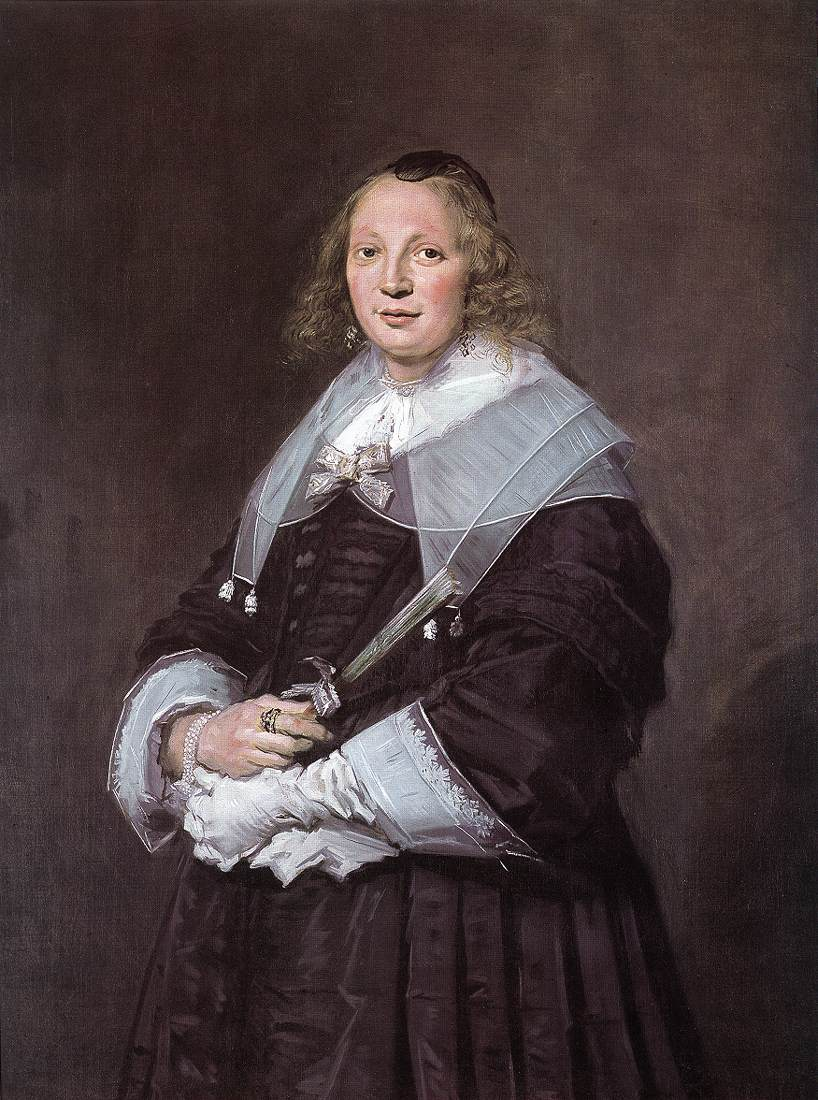
Франс Галс, « Невідома пані з віялом», до 1645 р.

## Британські та англо-американські майстри збірки

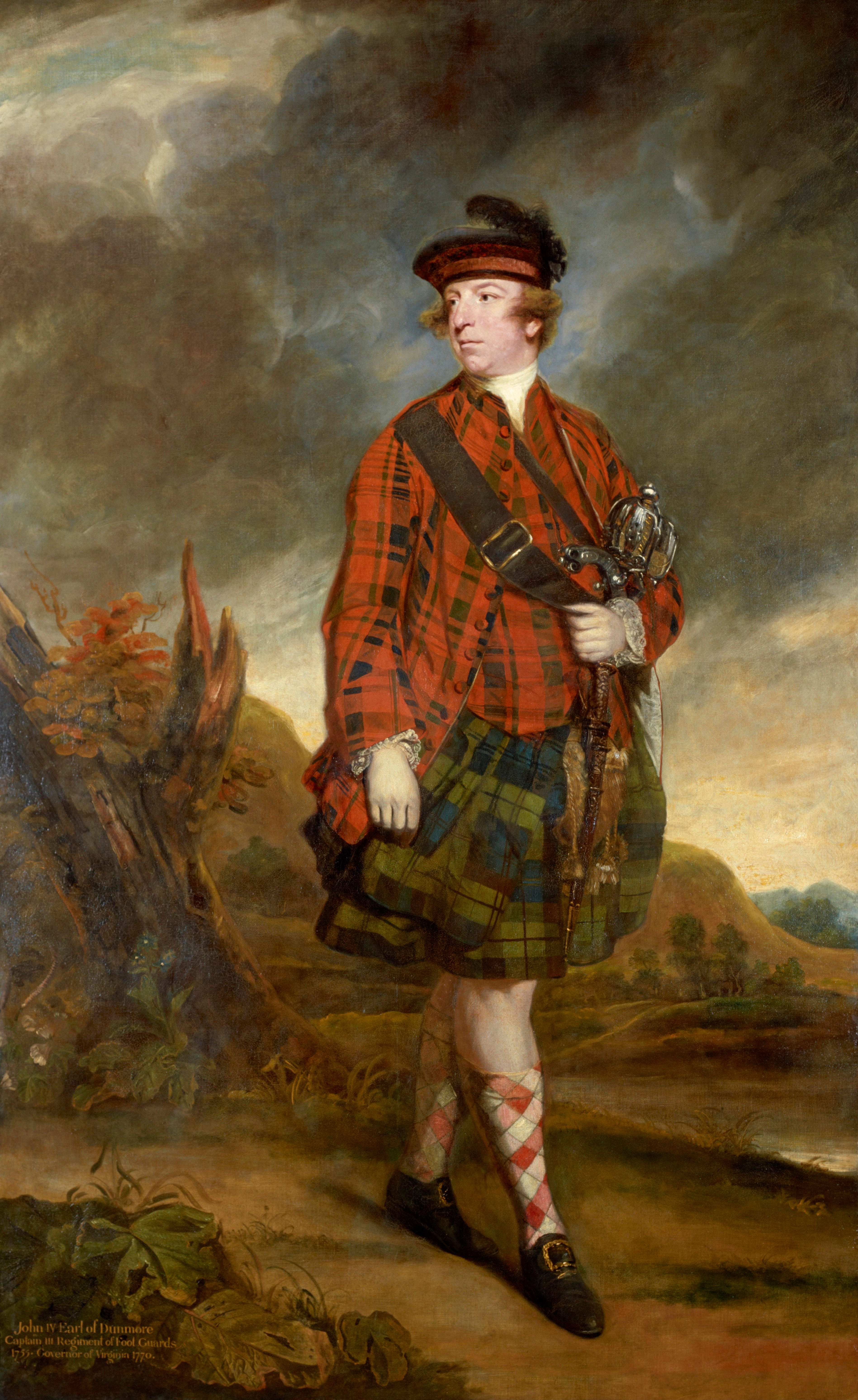
Джошуа Рейнольдс. «Джон Мюррей, 4-й лорд Денмур», 1765 р.

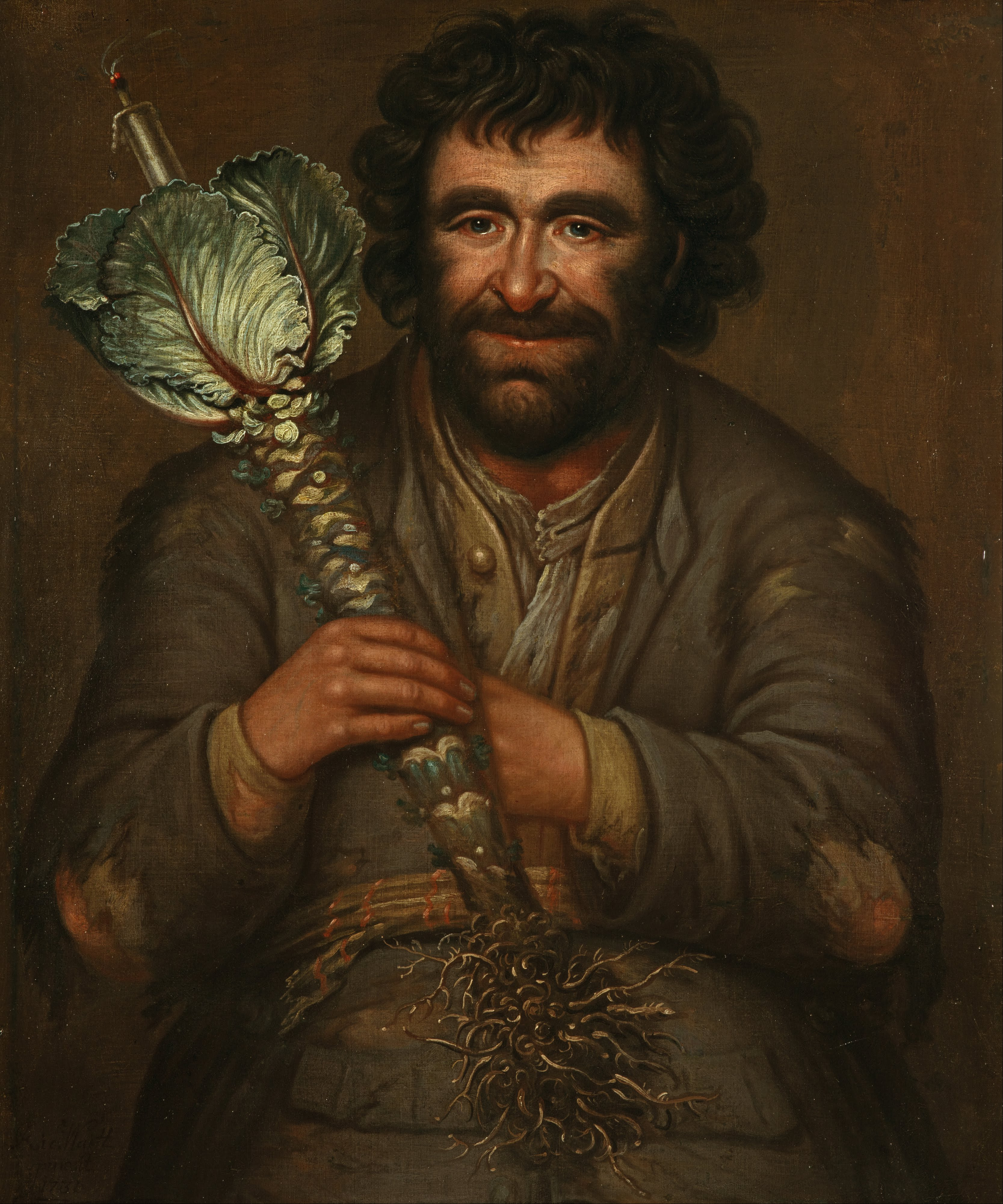
Річард Вайт. " Блазень на святі Хеловін ", 1731 р.

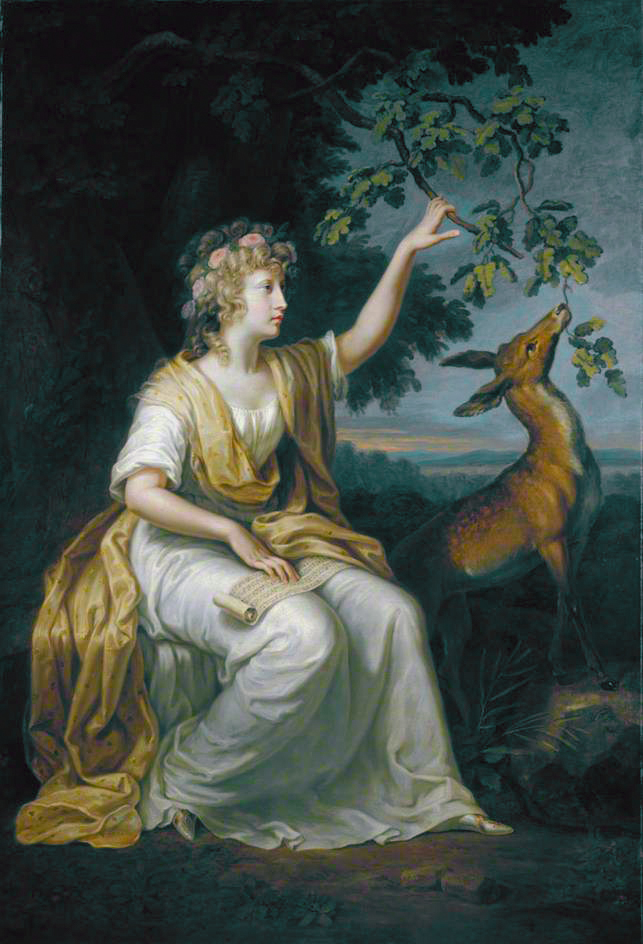
Йоган Генріх Тішбейн. «Леді Шарлотта Кемпбел», 1789 р.
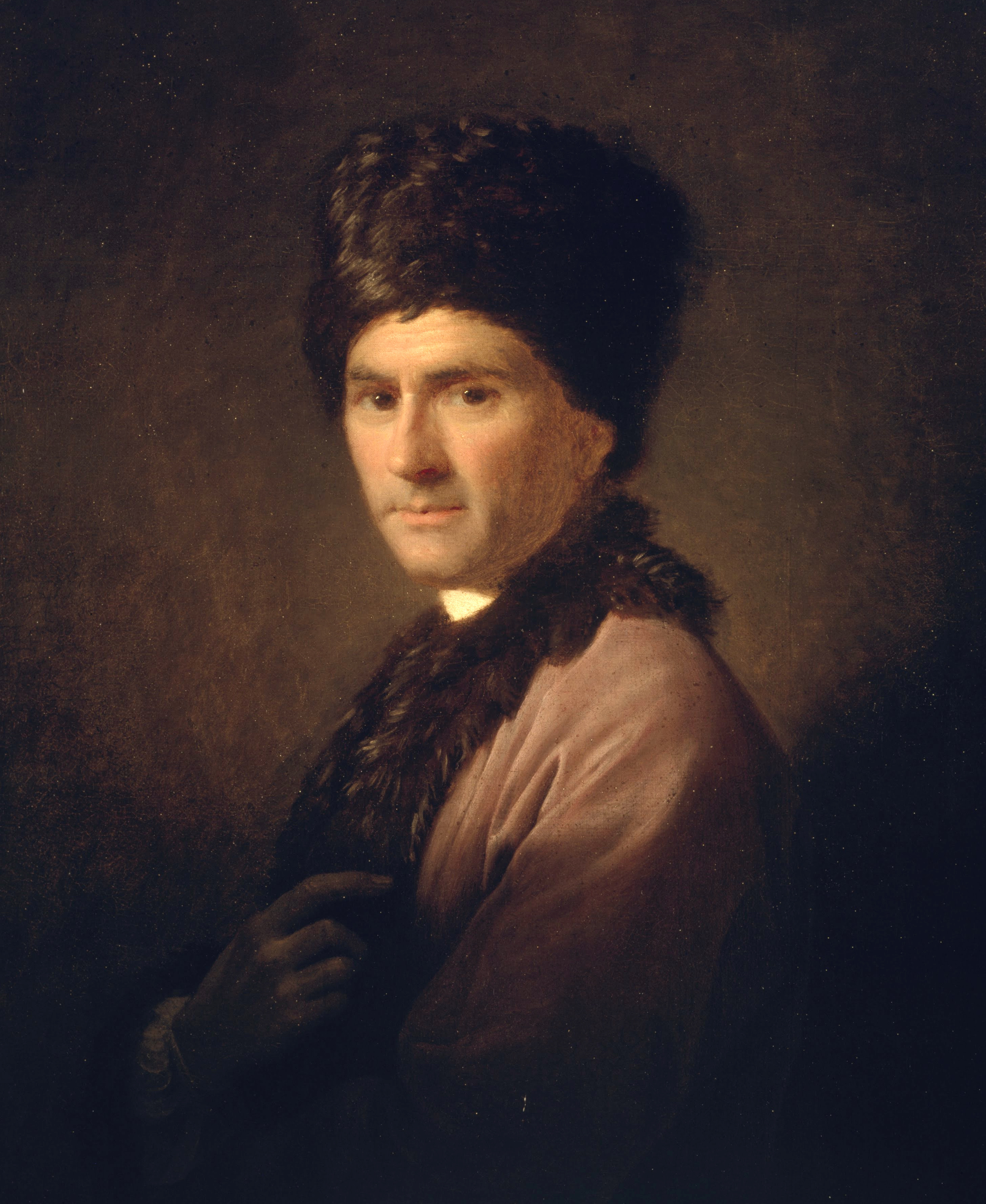
Алан Рамсей. «Жан-Жак Руссо у похилому віці»,1766 р.
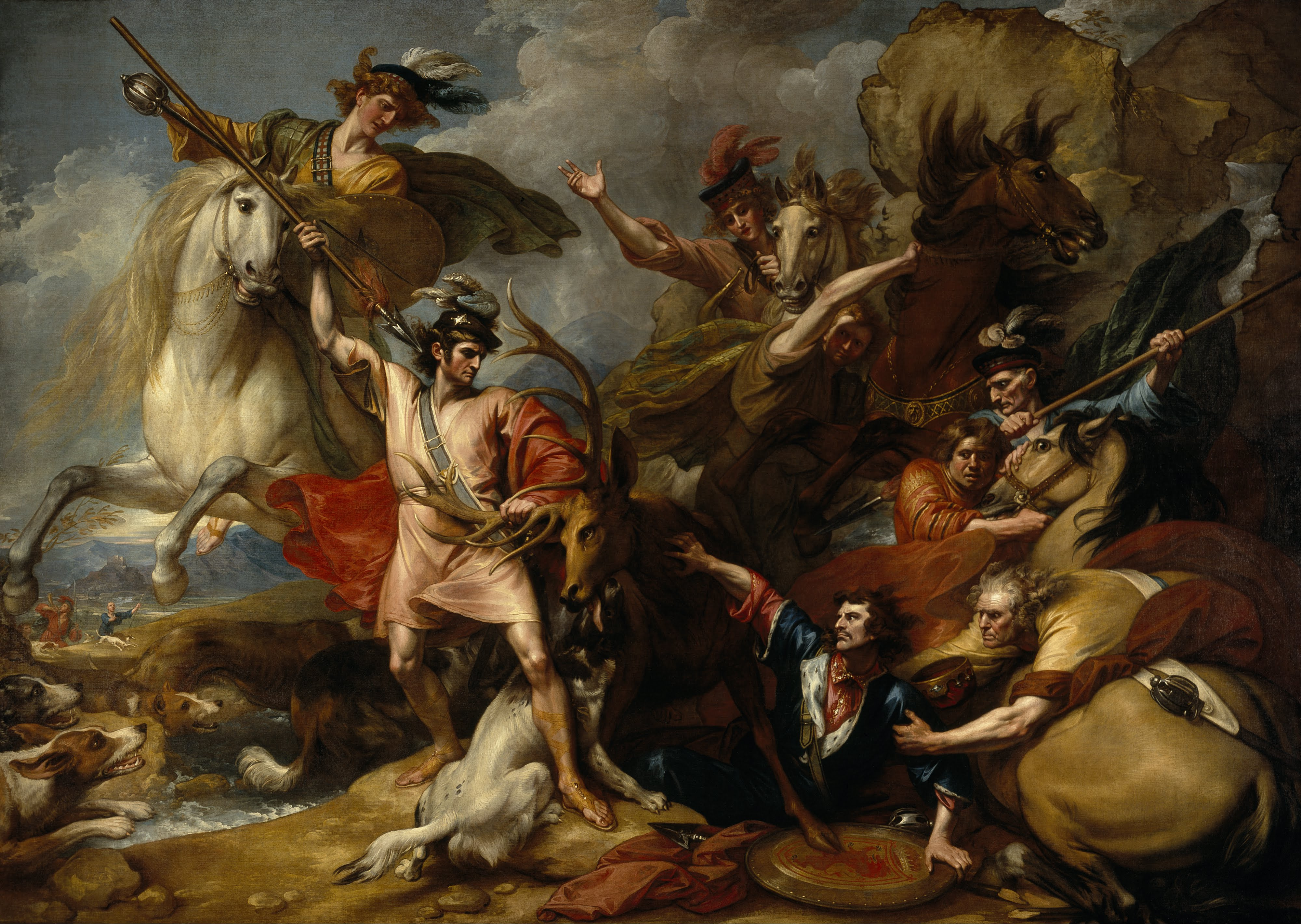
Бенджамін Вест. «Смерть оленя» або «Колін Фіцджеральд рятує життя Александру III Шотландському», 1786 р.
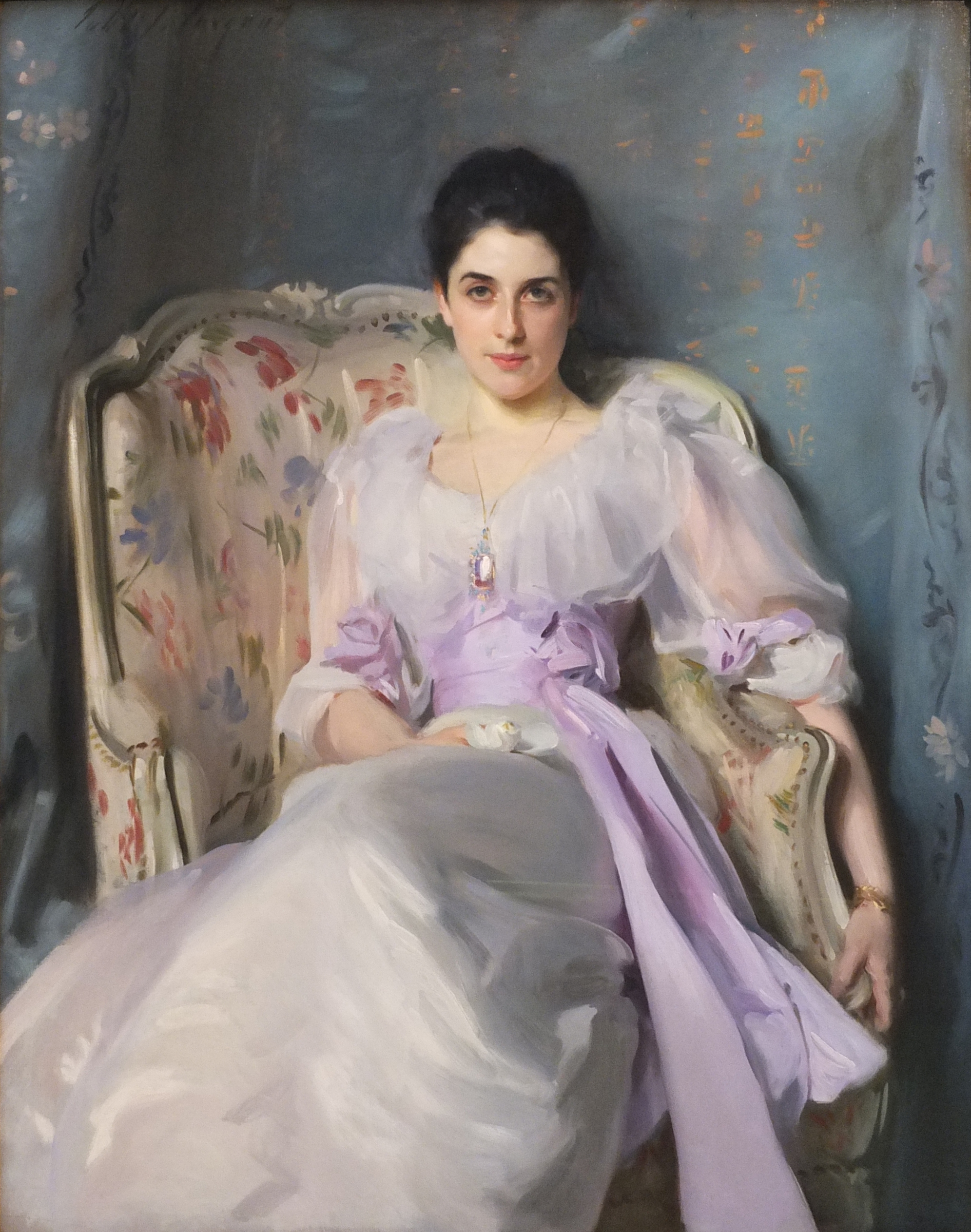
Джон Сінгер Сарджент. «Леді Егнью оф Локнью», 1892 р.